# Otton III (empereur du Saint-Empire)
Vous lisez un « bon article » labellisé en 2008.
Otton III (ou Othon III) est né en juin ou juillet 980 dans la forêt royale de Kessel (Ketil), près de Clèves, et est mort le 23 ou 24 janvier 1002 à Paterno (Latium) sur le mont Soracte, en Italie. Prince de la lignée ottonienne, il est roi des Romains à partir de 983 et empereur des Romains de 996 à 1002.
Après la mort de son père Otton II survenue le 7 décembre 983, il est couronné roi des Romains le 25 décembre 983 à Aix-la-Chapelle, à l'âge de trois ans. Le prince Henri le Querelleur l'enlève alors et tente de se faire attribuer sa tutelle. Mais l'archevêque de Mayence Willigis, soutenu par d'autres grands, condamne cette usurpation et impose la régence de sa mère, la princesse arméno-byzantine Théophano Skleraina. Après le décès de celle-ci, en 991, c'est Adélaïde, grand-mère de l'empereur, qui assure sa tutelle.
En 995, Otton est majeur et prend officiellement le pouvoir ; il rêve de fonder un empire universel qui réunirait d'abord tous les peuples chrétiens d'Occident. Il intervient dans les affaires de l'Église et impose contre l'avis des cités rebelles de la péninsule italienne ses propres candidats au trône papal. Il y fait ainsi placer son homme de confiance, par ailleurs son cousin, Brunon de Carinthie, premier pape d'origine germanique, sous le nom de Grégoire V. Couronné empereur par ce dernier le 21 mai 996, Otton installe sa cour à Rome : sous son règne, l'Italie redevient le siège du gouvernement impérial.
Avec l'aide de Gerbert d'Aurillac, l'écolâtre de Reims qui fut son précepteur et qu'il fait élire pape en 999, Otton se rapproche de la Pologne et fait parvenir à Étienne de Hongrie la première couronne royale de ce pays.
Dans un texte de janvier 1001, les rapports entre le pape Sylvestre II et l'empereur sont redéfinis. Otton III refuse de confirmer le Privilegium Ottonianum accordé par Otton Ier en 962. L'empereur accorde au souverain pontife huit comtés de la Pentapole. Otton III se voit comme « Esclave des Apôtres », le représentant direct de Pierre et le responsable de son patrimoine. Il souhaite gouverner la chrétienté et se met sur le même plan que le pape, avec lequel il veut présider les synodes. Mais les deux hommes se trouvent bientôt chassés de Rome par la population et la tentative d'unir le pouvoir temporel et le pouvoir spirituel tourne court. Otton meurt en 1002, à l'âge de 22 ans, et son corps est ramené d'Italie en Germanie pour être inhumé à Aix-la-Chapelle.

## Contexte

### L'Europe ottonienne
Pendant la seconde moitié du Xe siècle, les Ottoniens sont la dynastie la plus puissante d'Occident. Otton Ier, grâce à une puissante clientèle, a pu mettre fin aux incursions des Magyars, en leur infligeant une sévère défaite à la bataille du Lechfeld en 955. À la suite de cette victoire face aux Hongrois, Otton Ier rétablit, au sud de la Germanie, les marches d'Ostmark (la future Autriche), dont les Babenberg vont devenir les margraves jusqu'au XIIIe siècle. Otton Ier reconstitue aussi la marche de Carinthie, et apparaît ainsi comme le défenseur de la chrétienté. La même année, il bat les Slaves Abodrites en Mecklembourg.
Ces victoires lui permettent aussi de jouer un rôle majeur sur le plan européen. Il obtient l'allégeance des rois de Bourgogne. Face aux Slaves, il conduit une véritable politique d'expansion vers l'est. Il établit des marches à l'est de l'Elbe : marche des Billung, autour de l'évêché d'Oldenbourg, Nordmark (ancien nom du Brandebourg) et trois petites marches chez les Sorbes. En 968, il fonde l’archevêché de Magdebourg, avec des évêques suffrageants à Meissen, Mersebourg et Zeitz, dans le but de convertir les peuples slaves de l'Elbe. Mieszko Ier, premier souverain historique de la Pologne, lui rend hommage en 966. En Germanie, Othon Ier rend la Bohême tributaire et vainc les ducs de Franconie et de Lotharingie.

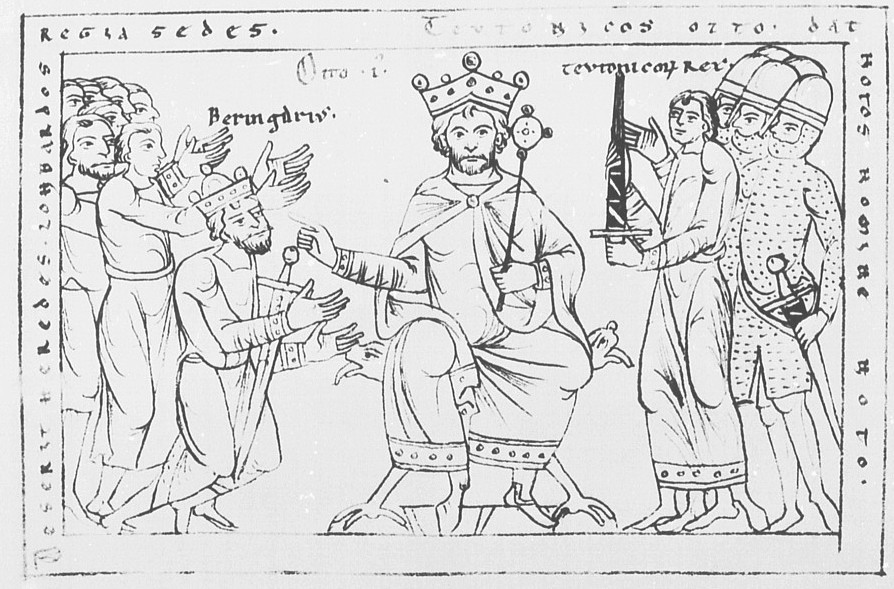
Otton le Grand recevant la soumission de Bérenger II de Lombardie.

Le pape Jean XII, menacé par les projets expansionnistes du roi de Lombardie Bérenger II, doit demander la protection d'Otton Ier. Celui-ci peut ainsi se faire couronner empereur et promulguer, le 13 février 962, le Privilegium Ottonianum, qui accorde au souverain pontife les mêmes privilèges que ceux que les Carolingiens avaient reconnus à la papauté, à savoir les donations faites par Pépin le Bref et Charlemagne, mais oblige tout nouveau pape à prêter serment auprès de l'empereur ou de son envoyé avant de recevoir la consécration pontificale. Tout en donnant des avantages au Saint-Siège, le Privilegium Ottonianum place la papauté sous tutelle impériale. Le pape ayant essayé de s'opposer à cette mainmise en s'alliant au fils de Béranger et aux Byzantins, Otton revient en Italie à la tête de son armée et le fait déposer le 4 décembre 963. Jean XII est remplacé par un laïc, qui prend le nom de Léon VIII. Otton Ier fait également jurer aux Romains « qu'ils n'éliraient ni n'ordonneraient aucun pape en dehors du consentement du seigneur Otton ou de son fils. » Les Ottoniens contrôlent alors totalement l'élection du pape et la collaboration du pontife garantit l'autorité impériale sur les Églises locales du Saint-Empire. Comme Charlemagne, Otton reçoit de Rome la mission de défendre l'ordre et la paix de la chrétienté.
Le nouvel empereur accroît sa puissance sur la Francie occidentale en portant son attention sur l'ensemble des évêchés frontaliers (Reims, Verdun, Metz). L'archevêque de Reims (qui assure le choix des rois de Francie) Adalbéron tend ainsi à afficher ses sympathies impériales.
À la mort de leurs pères en 954 et 956, Lothaire, le nouveau roi des Francs, n'a que 13 ans et Hugues Capet, l’aîné des Robertiens, seulement 15. Otton Ier entend alors mettre sous tutelle la Francie, ce qui lui est possible puisqu'il est l'oncle maternel des deux adolescents. Le royaume de Francie, en 954, et la principauté robertienne, en 956, sont donc mis sous la tutelle de Brunon, archevêque de Cologne et duc de Lotharingie, frère d'Otton Ier. Son objectif est de maintenir l'équilibre entre les Robertiens, les Carolingiens et les Ottoniens. La tutelle d'Hugues Capet est doublée par celle de Lothaire. En 960, le roi des Francs consent à rendre à Hugues l'héritage de son père, avec le marquisat de Neustrie et le titre de duc des Francs. Mais, en contrepartie, le duc doit accepter la nouvelle indépendance acquise par les comtes de Neustrie pendant la vacance du pouvoir. Son frère Otton n'obtient que le duché de Bourgogne. Sous la tutelle de Brunon de Cologne, la Francie est de plus en plus satellisée par Aix-la-Chapelle. En 965, Lothaire fait ainsi pâle figure au rassemblement des vassaux et parents d'Otton.

### L'Empire: puissance économique
Avoir une clientèle suffisamment puissante pour contrôler l'Empire nécessite de grandes ressources financières. Avec la généralisation du denier d'argent par les Carolingiens, une révolution économique est en cours : les surplus agricoles deviennent commercialisables et on assiste, dans tout l'Occident, à l'accroissement de la productivité et à la multiplication des échanges. En réunissant Italie et Germanie dans un même empire, Otton Ier contrôle les principales voies de commerce entre l'Europe du Nord et la Méditerranée. Le trafic commercial avec Byzance et l'Orient transite en effet de la Méditerranée vers l'Italie du Sud et surtout le bassin du Pô et rejoint celui du Rhin via les voies romaines traversant les cols alpins. Cette voie est, à l'époque, plus utilisée que la traditionnelle voie rhodanienne parce que l'Adriatique est plus sûre que la Méditerranée occidentale, où sévissent les pirates sarrasins. Les Ottoniens ont su garder la mainmise sur les péages prélevés sur ce trafic et développer les marchés nécessaires à son augmentation. Ainsi, contrairement à ce qui se passe en Francie, ils gardent le monopole de la frappe monétaire et font ouvrir des mines d'argent près de Goslar. Or, la création d'un atelier monétaire dans une ville ou une abbaye entraîne la création d'un marché où peut être prélevé le tonlieu. Cette puissance commerciale leur permet d'acheter la clientèle qui est la base de leur pouvoir, mais aussi d'étendre leur influence à la périphérie de l'Empire : les marchands italiens ou anglais ont besoin de leur soutien, les Slaves adoptent le denier d'argent…

### L'Église, clef de voûte de l'administration ottonienne
Sous les Carolingiens, la mise en place progressive de l'hérédité des charges avait fortement contribué à l'affaiblissement de leur autorité. Pour éviter une pareille dérive, les Ottoniens s'appuient sur l'Église germanique qu'ils comblent de bienfaits mais qu'ils assujettissent.
Les évêques et les abbés constituent l'armature de l'administration ottonienne. L'empereur s'assure la nomination de tous les membres du Haut clergé de l'Empire. Une fois désignés, ils reçoivent du souverain l'investiture symbolisée par les insignes de leur fonction, la crosse et l'anneau. En plus de leur mission spirituelle, ils doivent remplir des tâches temporelles que leur délègue l'empereur. L'autorité impériale se trouve ainsi relayée par des hommes compétents et dévoués. Cette Église d'Empire ou Reichskirche, assure la solidité d'un État pauvre en ressources propres. Elle permet de contrebalancer le pouvoir des grands féodaux (ducs de Bavière, Souabe, Franconie, Lotharingie). L'évêché d'Utrecht constitue, jusqu'aux environs de 1100, l'entité la plus puissante des Pays-Bas du Nord, comme ceux de Liège et Cambrai pour les Pays-Bas du Sud. Le pouvoir impérial choisit ses hauts dignitaires de préférence dans sa parentèle, proche ou élargie. Celle-ci bénéficie des plus hautes charges épiscopales ou monastiques. Le meilleur exemple en est le propre frère d'Otton, Brunon de Cologne, archevêque de Cologne, qui impose la règle de l'abbaye de Gorze à tous les monastères de son diocèse. On peut citer aussi Thierry Ier, cousin germain d'Otton, évêque de Metz de 965 à 984 ; un parent proche d'Otton, le margrave de Saxe Gero, qui fonde l'abbaye de Gernrode vers 960-961, en Saxe ; Gerberge, nièce de l'empereur, abbesse de Notre-Dame de Gandersheim.

L’Empire en l'an mil.
Royaume de Germanie.
Royaume d'Italie.
États pontificaux.
Royaume de Bourgogne (indépendant).
Les marches sont figurées en hachuré.

- Royaume de Germanie.
- Royaume d'Italie.
- États pontificaux.
- Royaume de Bourgogne (indépendant).

### La puissance des grands féodaux
L'empire ottonien est cependant relativement décentralisé et, contrairement aux évêques dont la charge est remise entre les mains de l'empereur après leur mort, les grands féodaux jouissent d'une transmission héréditaire de leurs possessions. Dès lors, le souverain n'a que peu de contrôle sur eux et de grandes familles aristocratiques soutenues par de fortes clientèles sont en mesure de contester son pouvoir.
Otton II doit ainsi faire face au puissant duc de Bavière, son cousin Henri le Querelleur. En effet, les ducs de Bavière disposent des évêchés du Sud de la Germanie qu'ils attribuent à des membres de leur famille. La Bavière impose sa suzeraineté à une grande partie de l'Autriche actuelle et au sud, jusqu'à la mer Adriatique et au lac de Garde. Allié à Boleslav II de Bohême, à Mieszko Ier de Pologne, aux Danois et à des minorités slaves, Henri est en mesure de menacer le jeune Otton II qui doit le vaincre militairement, ainsi que ses alliés, pour prendre effectivement le pouvoir. Ce danger ressurgit à chaque affaiblissement du pouvoir impérial. C'est le premier défi auquel sont confrontés Otton III et sa mère, la régente Théophano, à la mort d'Otton II.

### Des frontières menacées
Durant tout son règne, Otton II doit lutter à ses frontières. À l'ouest, les Carolingiens veulent récupérer leur berceau familial qui pourrait leur permettre de revendiquer la couronne impériale : la Lotharingie. Au nord, les Danois ou, à l'est, les Slaves s'allient à ses ennemis. Au sud, il doit lutter contre les Byzantins et les Sarrasins pour le contrôle du sud de la péninsule. C'est donc d'un empire plus fragile qu'il n'y paraît qu'hérite Otton III en 983.

## Biographie

### Période de régence

#### Des débuts difficiles
Otton III n'a que deux ans en juillet 982, quand l'armée impériale est anéantie en Calabre par les Sarrasins à la bataille du cap Colonne. Son père Otton II est alors en grande difficulté et doit demander des renforts en Germanie. Il est courant, à l'époque, de faire sacrer son successeur de son vivant surtout quand le souverain est à la tête de l'armée pour que le pays ne subisse pas de remous politique en cas de décès sur le champ de bataille : Otton II est ainsi associé à la couronne par son père Otton Ier dès 967 ; de même Hugues Capet fait couronner Robert le Pieux dès le début de son règne car il doit prêter secours à son vassal Borrell II dont le comté de Barcelone est menacé par les Sarrasins.
Otton III est donc élu roi des Romains par les grands de Germanie et d’Italie dès l'âge de trois ans, du vivant de son père, lors d'un ban royal à Vérone en mai 983. Les sources ne nous disent pas pourquoi il a fallu, à ce moment précis, assurer la succession au trône du fils mineur du souverain, mais il est possible que la défaite du cap Colonne ait fragilisé la position de l'empereur vis-à-vis de ses vassaux et qu'il ait voulu conforter la succession dynastique dont le principe n'est nullement garanti par le système électif utilisé dans le Saint-Empire. Après avoir pris congé des princes électeurs du ban, Otton III traverse les Alpes pour être couronné à Aix-la-Chapelle, ville traditionnelle du sacre des Ottoniens. Lorsque l'enfant est couronné roi à Aix-la-Chapelle à la Noël de l'an 983 par l'archevêque de Mayence Willigis et par Jean de Ravenne, son père Otton II est déjà mort depuis trois semaines. Ce n'est qu'après les fêtes de couronnement que la cour apprend la mort du souverain, ce qui « met un terme aux réjouissances ».

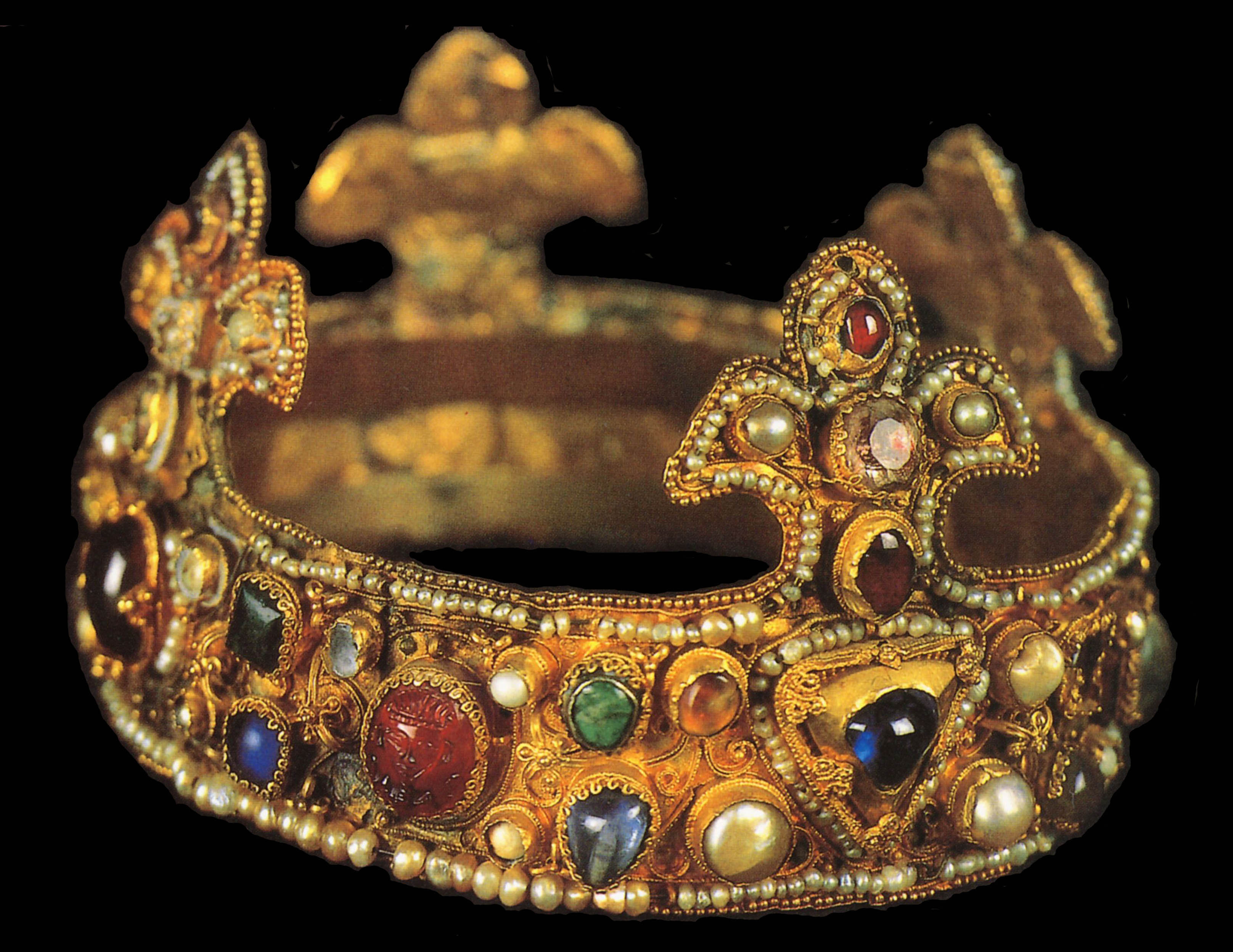
La Couronne d', probablement ceinte lors du couronnement à Aix-la-Chapelle, est conservée depuis des siècles dans le trésor de la cathédrale d'Essen.

L'anéantissement de l'armée impériale à la bataille du cap Colonne a aussi des conséquences graves à la périphérie. Les Slaves, qui supportent mal leur christianisation forcée, y voient l'occasion de se soulever. Ils détruisent les évêchés de Brandebourg et Havelberg et menacent Magdebourg. Apprenant que le nouveau roi n'est qu'un enfant, ils redoublent leurs insurrections : les évêchés de Schlesvig et d'Oldenbourg sont anéantis à leur tour. En liaison avec les Danois, les Sorabes atteignent Hambourg. Les premiers succès des missionnaires chrétiens à l'est de l'Elbe sont effacés par le soulèvement des Slaves. La seule présence germanique subsistant à l'est du fleuve est le poste avancé de Meissen. La mort d'Otton II provoque de nombreux soulèvements contre les représentants du pouvoir royal en Italie.
Cette situation précaire incite de nombreux évêques à prendre leurs distances vis-à-vis de l'enfant roi alors qu'ils forment la colonne vertébrale du pouvoir ottonien : nommés par l'empereur qui récupère leur charge à leur mort, ils constituent normalement une clientèle fidèle qui garantit la puissance de l'empereur vis-à-vis de ses grands vassaux.

#### La guerre de succession
En tant que chef de la maison de Bavière, Henri le Querelleur est le plus proche parent d'Otton. Il est emprisonné à Utrecht à la suite d'une rébellion armée. L'évêque Folcmar lui rend sa liberté dès qu'est connue la mort d'Otton II. L'archevêque de Cologne, s'appuyant sur leur lien de parenté (jus propinquitatis), lui remet immédiatement le jeune roi. Cela n'est pas surprenant, car outre la mère d'Otton, Théophano, sa grand-mère Adélaïde de Bourgogne et sa tante Mathilde de Quedlinbourg sont alors en Italie.
Les menées du Querelleur visent moins à accaparer la régence qu'à s'assurer un véritable partage du pouvoir avec l'enfant à la tête du Royaume. Pour Lothaire, roi des Francs carolingiens, le contrôle de la Lotharingie — berceau des Pippinides — lui permettrait de revendiquer l'Empire. N'ayant pu assurer la tutelle impériale, Lothaire renonce au rapprochement qu'il a négocié vis-à-vis des Ottoniens pour neutraliser son rival Hugues Capet, et décide de reprendre l'offensive contre la Lotharingie en janvier 985 à la tête d'une armée de 10 000 hommes. Il prend Verdun en mars et fait prisonnier le comte Godefroy Ier de Verdun (frère d'Adalbéron de Reims), Frédéric (fils de Godefroy Ier), Sigefroid de Luxembourg (oncle de Godefroy) et Thierry Ier de Lorraine (neveu de Hugues Capet).
Hugues Capet se garde bien de faire partie de l'expédition. Henri organise sans retard une rencontre à Brisach avec Lothaire, parent du jeune Otton III au même degré que lui. Mais Henri, redoutant ce face-à-face avec son rival pour la couronne impériale, quitte précipitamment Cologne, où il a enlevé le jeune Otton, et part en Saxe via Corvey. Là, il invite tous les grands de l'Empire à fêter les Rameaux à Magdebourg. Sa proposition ouverte à proclamer son avènement reçoit un accueil mitigé chez ses convives. Il trouve toutefois suffisamment de partisans pour gagner Quedlinbourg et pour fêter Pâques avec une suite de fidèles dans la grande tradition des Ottoniens. Henri s'efforce par des tractations avec les princes présents d'obtenir son élévation à la royauté et parvient à ce que plusieurs lui « prêtent serment d'honneur et d'aide comme leur roi et suzerain ». Parmi ses partisans, il faut citer Mieszko Ier de Pologne, Boleslav II de Bohême et le prince slave Mistivoï.
Pour barrer la route d'Henri vers le trône, ses opposants quittent Quedlinbourg et, réunis au château d'Asselburg, forment une conjuration. Lorsqu'il a vent de cette conjuration, Henri mène ses troupes à Werla, non loin de ses ennemis, pour les intimider ou tenter de les raisonner. Il dépêche vers eux l'évêque Folcmar d'Utrecht pour négocier. Mais lors des pourparlers, il apparaît clairement que ses adversaires ne sont pas prêts à lui prêter « serment en tant que leur roi ». Il n'obtient que la promesse de reprise des pourparlers ultérieurement à Seesen. Sur ces entrefaites, Henri gagne la Bavière, où il obtient la reconnaissance de tous les évêques et de quelques comtes. Après son demi-échec en Saxe et l'appui de la Bavière, tout dépend à présent de la position des princes francs, qui ne veulent à aucun prix revenir sur le sacre d'Otton III. Redoutant l'issue d'un éventuel conflit, Henri renonce au trône et remet l'enfant roi à sa mère et à sa grand-mère le 29 juin 984 à Rohr (Thuringe).

#### La régence des impératrices (985-994)

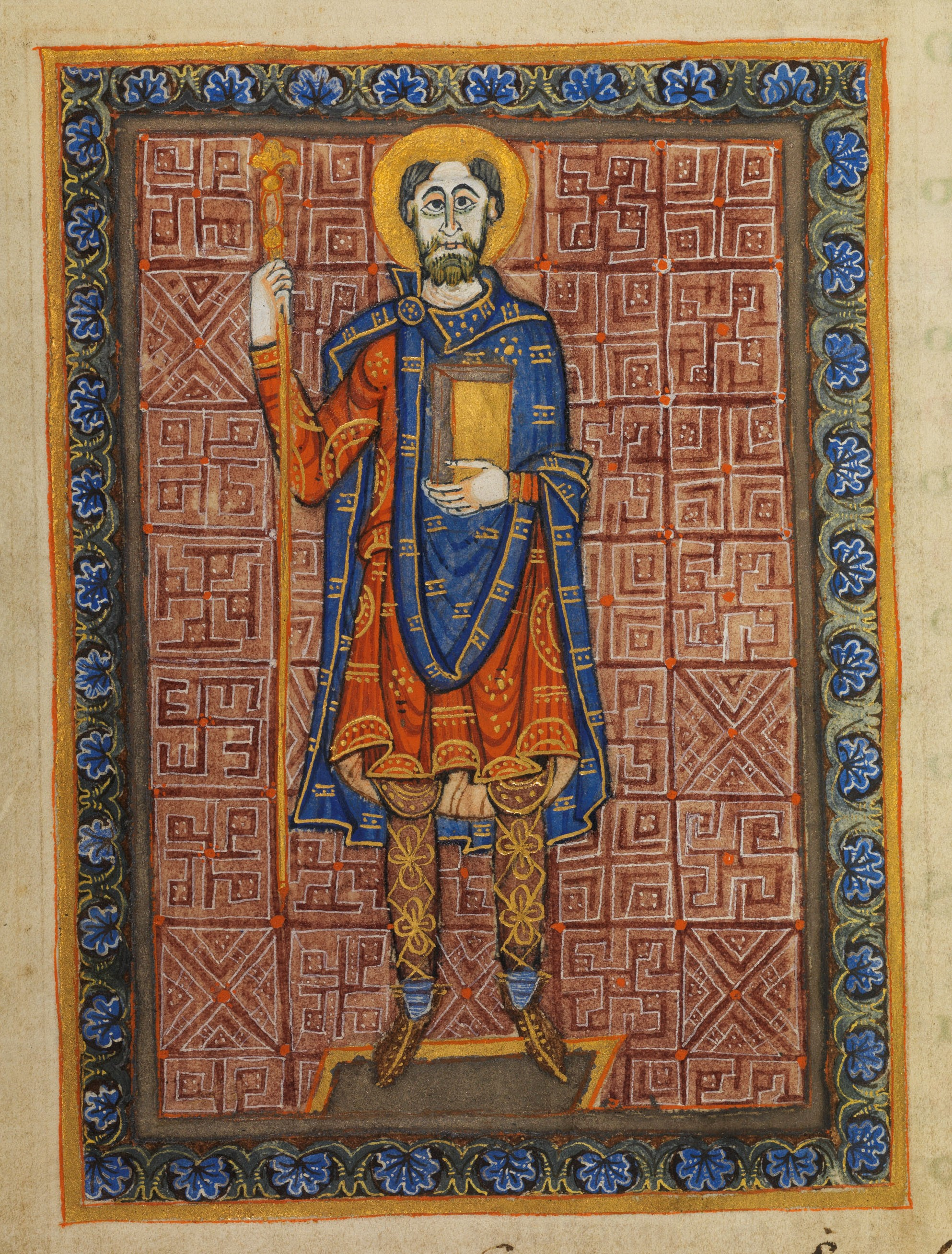
Henri le Querelleur sur un frontispice franc, (miniature tirée de la règle de Niedermünster, vers 985).

L'impératrice Adélaïde, qui a une cinquantaine d'années, a la carrure politique pour prétendre à la régence car elle a été associée à la gestion de l'Empire (consors imperii) pendant le règne de son mari Otton Ier, comme en témoignent une bonne partie des actes émis par la chancellerie. Mais Théophano s'impose de par son exceptionnelle personnalité et Adélaïde se contente d'une délégation de pouvoir en Italie : de 985 à sa mort en 991, la mère d'Otton III exerce donc pleinement le pouvoir.
Théophano s'établit au nord des Alpes. Elle s'efforce de rétablir l'évêché de Mersebourg, que son mari Otton II a dissous en 981. Elle réorganise la chapelle royale d'Otton II et en confie la direction à l'évêque chancelier Hildebold de Worms et à l'archevêque Willigis de Mayence. Par leur loyalisme, ces deux prélats parviennent à s'assurer le rôle de premiers conseillers de l'impératrice.
En 986, Otton III, alors âgé de six ans, fait organiser les festivités de Pâques à Quedlinbourg. Le service du roi est confié à quatre ducs : Henri le Querelleur en tant qu'écuyer tranchant, Conrad de Souabe en tant que chambellan, Henri de Carinthie le Jeune en tant qu'échanson et Bernard de Saxe en tant que maréchal. On a déjà mis en scène ce service des ducs lors des sacres d'Otton le Grand en 936 et d'Otton II en 961 : les grands manifestant ainsi leur loyauté envers le jeune roi. En particulier, Henri le Querelleur tâche de faire oublier sa tentative d'usurpation manquée deux ans plus tôt et montre sa soumission à la dignité royale.
Au cours de la régence de Théophano éclate la querelle de Gandersheim, opposant l'évêché de Hildesheim à l'archevêché de Mayence pour l'administration de l'abbaye. La querelle éclate lorsque Sophie, la propre sœur du roi, refuse de recevoir l'habit de moniale des mains du père supérieur de Hildesheim, l'évêque Osdag, lui préférant l'archevêque de Mayence Willigis. La menace d'un scandale en présence du roi Otton III et de la régente peut être évitée par un compromis : les deux évêques doivent remettre l'habit à la princesse, tandis que les autres moniales d'Osdag prennent seules l'habit.
Si les marches orientales du Royaume sont calmes tout le temps que dure l'affrontement avec Henri le Querelleur pour la succession au trône, le soulèvement des Slaves n'en représente pas moins un échec pour la politique d'évangélisation. Par la suite, des armées saxonnes partent en campagne contre les Slaves de l'Elbe en 985, 986 et 987 ; Otton, à six ans, s'associe à la seconde de ces campagnes. Le duc de Pologne Mieszko appuie à plusieurs reprises les Saxons par la mobilisation d'une armée importante et prête serment à Otton lors de cette campagne, lui offrant en cadeau un chameau.

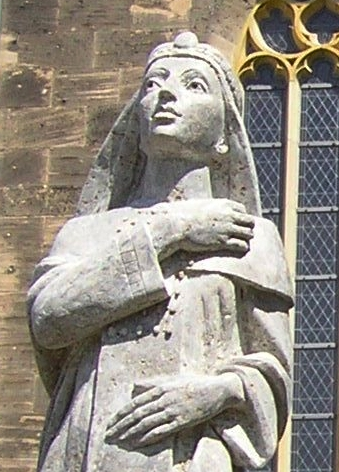
L'impératrice Théophano.

À l’ouest, la mort de Lothaire en mars 986 met fin à ses prétentions sur la Lotharingie (berceau des Carolingiens et dont la possession permet de revendiquer l'Empire). Son fils et successeur, Louis V, a à peine le temps de prendre le pouvoir et de consentir à faire la paix lorsqu'il meurt d'un accident de chasse en forêt de Senlis, fin mai 987. L'archevêque de Reims, fervent soutien des Ottonniens, fait élire Hugues Capet contre le prétendant légitime Charles de Basse-Lotharingie, frère du défunt. L’arrivée des Capétiens sur le trône de France instaure une nouvelle dynastie et les Carolingiens, évincés du pouvoir, ne sont plus un danger pour l'Empire ni pour la Lotharingie. À l'est, les relations avec la Bohême sont consolidées sans que la Pologne n'en prenne ombrage. Les dangers extérieurs neutralisés, Otton, qui n'a rien à craindre des princes germaniques, peut se laisser aller au rêve qu'a dû entretenir sa mère, de porter la couronne d'un empire d'Occident réunifié.
En 989, Théophano prend le chemin de Rome sans son fils pour prier pour le salut de l'âme de son époux Otton II le jour anniversaire de sa mort. Parvenue à Pavie, elle confie les rênes du pouvoir à son homme de confiance, Jean Philagathos, qu'elle a fait archevêque de Plaisance. Théophano meurt à Nimègue le 15 juin 991, un an après son retour d'Italie, avec Otton III à son chevet. Elle est inhumée dans la crypte de la basilique Saint-Pantaléon de Cologne. On ignore quels sont les derniers conseils de Théophano au jeune roi. La basilique que Théophano voulait ériger à la mémoire de son époux Otton II, et dont elle avait confié la direction à sa nièce, l'abbesse Mathilde d'Essen, fille du duc Ludolphe de Souabe, n'est commencée par Otton III qu'en 999, à l'occasion de la translation des reliques de saint Marsus. Le roi, quant à lui, ne fait pas d'efforts comparables pour le salut de sa mère. Il la qualifie dans ses actes de « mère bien-aimée », et fait de riches dons au diocèse de Cologne.
Lors des dernières années de minorité d'Otton, sa grand-mère Adélaïde assume la régence, largement secondée par l'abbesse Mathilde de Quedlinbourg, sa tante paternelle, et l'archevêque Willigis de Mayence. C'est sous sa régence que le monnayage du Royaume atteint son apogée. Par contre, alors que Théophano voulait de toute force rétablir le diocèse de Mersebourg, Adélaïde n'y tient pas. Otton, rompu au métier des armes, dirige la reconquête du Brandebourg. À quatorze ans, il est prêt pour prendre en main les rênes du pouvoir.

#### L'éducation d'Otton
Otton III reçoit une instruction solide : ses maîtres sont Hoico, un comte saxon chargé de lui enseigner l'art de la guerre et les rites et usages de la — future — « chevalerie », Willigis qui reste l'un de ses principaux conseillers, un clerc saxon Bernard de Hildesheim (de 987 à 993) et l'évêque calabrais Jean Philagathos, le futur antipape, qui lui enseigne quelques rudiments de grec.

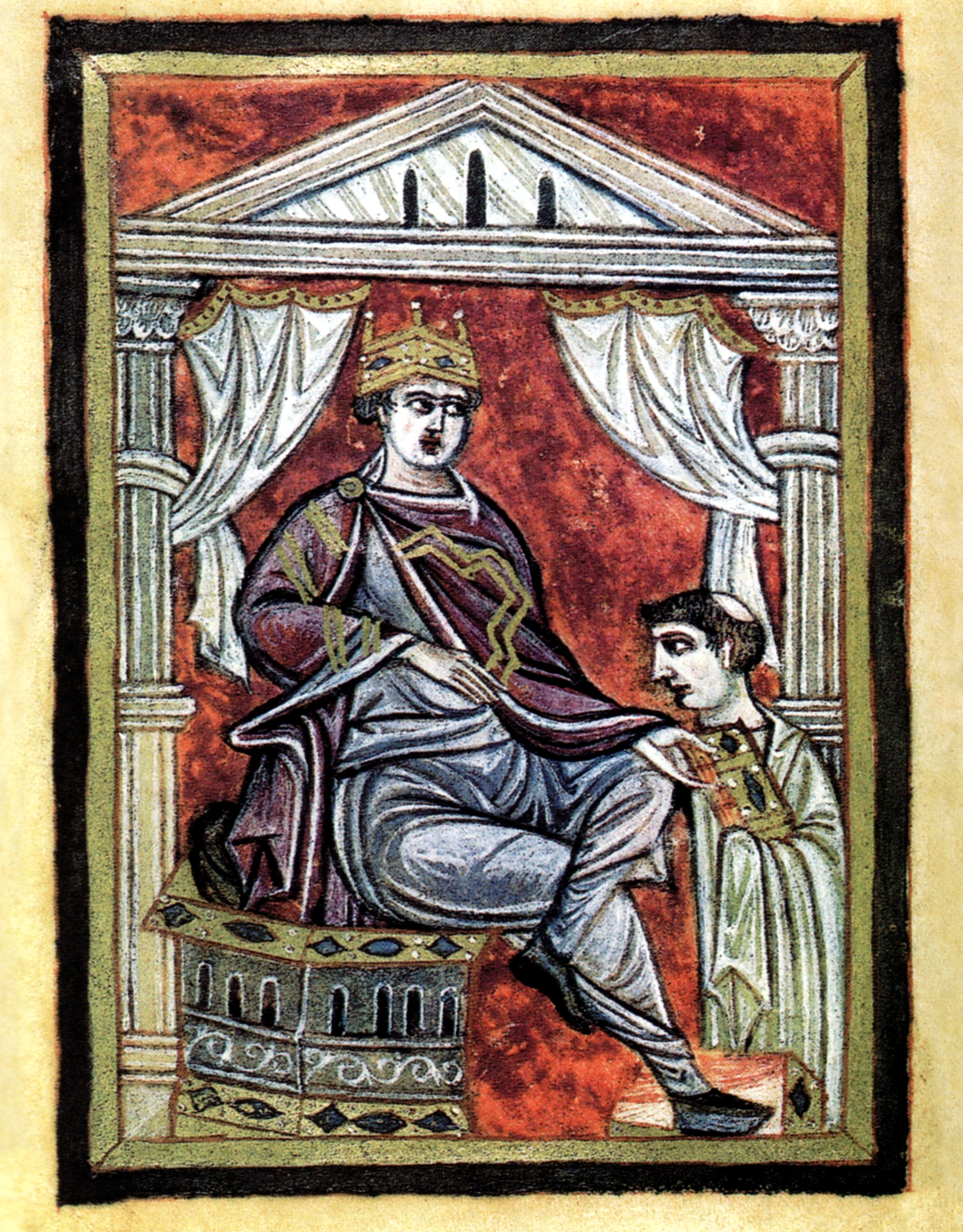
recevant son livre de prières. Manuscrit offert par sa mère ou Willigis pour son éducation. Vers 983-991, Bibliothèque d'État de Bavière, Clm 30111.

En 996, arrivé à l’adolescence et alors qu’il règne déjà, il se sent insuffisamment instruit. Il demande à Gerbert d'Aurillac, alors archevêque de Reims, considéré comme le plus grand esprit de son temps, de venir compléter son instruction. Ce dernier est en position délicate vis-à-vis du Saint-Siège car il a pris la tête de l'épiscopat de Francie occidentale dans le conflit qui oppose Hugues Capet (dont Gerbert est secrétaire) à Arnoul qui a le soutien du pape. Gerbert est alors sous la menace d'une excommunication ainsi que les évêques ayant siégé au concile de Sainte-Basle de Verzy. Cette excommunication collective ouvre la voie à un schisme entre l'Église des Gaules et celle de Rome. Le roi, Robert le Pieux, cherche à ménager le pape car il s'est marié avec sa cousine sans l'approbation du Saint-Siège, et lâche Gerbert qui fut son précepteur et dont il est très proche. Gerbert préfère abandonner et répond favorablement à la demande du jeune empereur, cette solution lui permet d'échapper à l'excommunication et évite le schisme.
Précepteur de l'empereur, il l’initie à l’arithmétique, à la musique et à la philosophie. Devenu son conseiller, il souhaite voir appliquer les principes de la philosophie à la vie politique : car l'usage de la raison enseigne la modération et la maîtrise des passions. Il rédige pour l'empereur un traité de logique sur Le Raisonnable et l'Usage de la raison qui s’ouvre sur un programme de rénovation de l'Empire romain, considérant que l'empereur, mi-grec par sa mère, est à même de reconstruire un empire universel.

#### Le début du règne
En 994, Otton III a quatorze ans ce qui, pour les canons de l'époque, signifie qu'il est adulte : au haut Moyen Âge, un acte rituel, l'adoubement, sanctionne normalement ce passage. Mais dans le cas d'Otton, l'adoubement aurait signifié la fin de la régence et le début du règne personnel, ce dont les sources ne font pas état. Un diplôme du 6 juillet 994, par lequel Otton offre à sa sœur Sophie le fief d'Eschwege, est parfois considéré comme le premier acte personnel du règne du roi. Quoi qu'il en soit, Otton fait un grand nombre de donations alors qu'il est encore mineur.
Otton prend ses premiers décrets et nomme, contre l'usage, un Germain à la tête des affaires italiennes de la chancellerie : son homme de confiance, l'archevêque Héribert de Cologne. La même année, à Ratisbonne, Otton confère la mitre d'évêque à son chapelain Gebhard, au lieu du prélat Tagino, élu par le chapitre de Ratisbonne.
Au cours de l'été 995, il convoque le ban à Quedlinbourg et, avec l'aide de contingents de Bohême et de Pologne, se lance au cours de l'hiver 994-995 puis à nouveau au printemps 995 dans une campagne militaire plus au nord contre les slaves rebelles de l'Elbe, expéditions qui, depuis le soulèvement de 983, reprenaient presque chaque année. À son retour, il élargit considérablement le diocèse de Meissen et multiplie ainsi les bénéfices de la dîme. Au mois de septembre 995, on dépêche l'archevêque Jean Philagathos et l'évêque Bernward de Wurtzbourg à Byzance pour demander la main d'une princesse de la part d'Otton III. Les négociations avec Byzance n'aboutissent que peu de temps avant la mort d'Otton ; on ignore le nom de la princesse qui lui était promise mais certaines sources proposent Zoé Porphyrogénète.

### L'empereurOttonIII

#### Le couronnement impérial et la première campagne d'Italie
Otton III se rend en Italie afin de se faire couronner, mais aussi pour répondre à l'appel à l'aide du pape Jean XV, agressé et chassé de Rome par le préfet Crescentius et ses partisans. Otton quitte Ratisbonne et se met en marche pour Rome en mars 996.

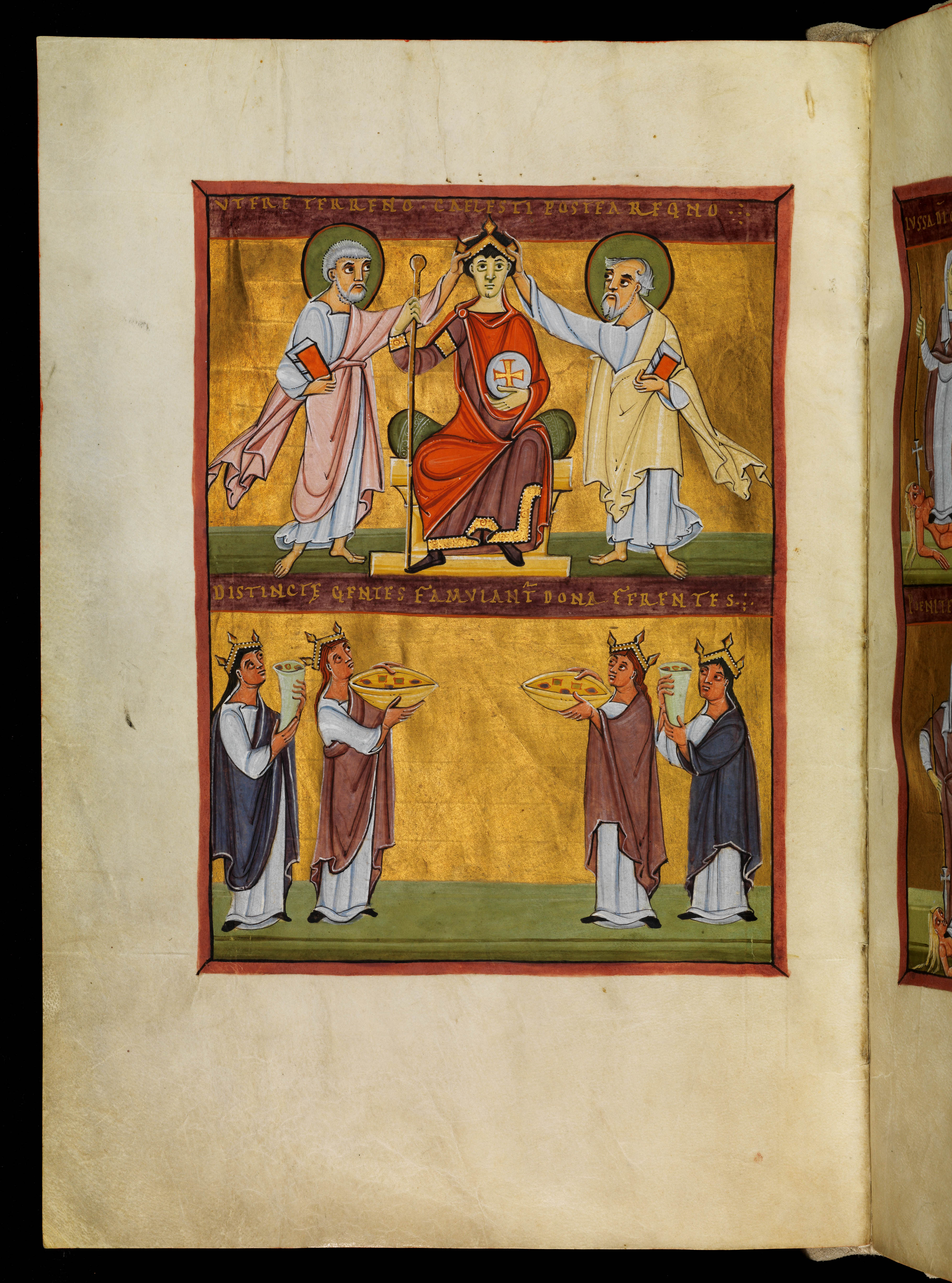
Couronnement d' (Apocalypse de Bamberg, XIe siècle) ; Bibliothèque d'État de Bamberg, Msc.Bibl.140.

À Vérone, il accepte de devenir le parrain d'un fils du doge Pietro II Orseolo inaugurant ainsi les relations traditionnellement cordiales entre les Ottoniens et Venise. À Pavie, Otton reçoit une délégation romaine qui lui confie le choix du successeur du défunt pape Jean XV. Il n'est encore qu'à Ravenne lorsqu'il nomme comme souverain pontife son parent et chapelain privé Brun de Carinthie, et le fait accompagner par l'archevêque de Mayence Willigis et l'évêque Hildebold jusqu'à Rome, où il est le premier pape d'origine germanique à recevoir la tiare pontificale.
Le lendemain de son arrivée à Rome, Otton est joyeusement acclamé par le Sénat et la noblesse. Le 21 mai 996, jour de l'Ascension, il est couronné empereur des Romains par le pape qu'il a nommé.
Avec la nomination du pape lui-même, Otton III est allé au-delà des espérances de son grand-père Otton Ier, dans la mesure où il ne se contente plus d'agréer l'issue d'un vote mais impose son propre candidat à la Curie romaine. Mais, du fait de cette nomination discrétionnaire, le pape n'a plus de partisans déclarés à Rome et dépend d'autant plus de l'appui de l'empereur. Déjà, sous le règne d'Otton Ier, ces circonstances avaient opposé les papes fidèles à l'empereur et les candidats de la noblesse romaine. L'influente dynastie patricienne des Crescentii devait ainsi son autorité à la cession des droits pontificaux et des bénéfices tirés de la province de Sabine aux premiers papes italiens.
Au milieu de l'agitation des cérémonies du couronnement, on décide de convoquer un synode, au cours duquel la coopération étroite entre l'empereur et le pape se manifeste par la coprésidence du synode et la double signature des décrets. Ce synode met aussi Otton en relation avec deux personnalités hors du commun, qui vont fortement influencer le reste de sa vie : Gerbert d'Aurillac, archevêque de Reims, proche de l'empereur qui rédige plusieurs lettres en son nom, et Adalbert de Prague, un représentant du courant ascétique et érémitique qui fait de plus en plus d'adeptes à l'approche de l'an mil.
Gerbert d'Aurillac, en délicatesse avec l'ancien pape Jean XV, trouve là l'occasion d'obtenir le soutien impérial. La situation est très tendue entre la papauté et l'église de France car Gerbert a été nommé évêque de Reims grâce à Hugues Capet sans l'approbation papale, on est ainsi proche du schisme entre la papauté et l'église. Pris de court, le nouveau pape évite de trancher lors du synode mais, influencé par sa chancellerie, il décide de rester ferme vis-à-vis de Gerbert. Lorsque Hugues Capet meurt le 24 octobre 996, Robert le Pieux épouse sa cousine Berthe de Bourgogne, bien que l’Église condamne le mariage entre parents aussi proches. Ce sera le prétexte pour le pape d'obtenir du nouveau roi de France qu'il arrête de soutenir Gerbert.
Grégoire V est le premier pape d'origine étrangère et non désigné parmi l'aristocratie romaine. Les Romains et, en particulier, les Crescentii vivent d'autant plus mal cet empiètement sur leurs prérogatives que le nouveau pape est particulièrement peu diplomate. Rapidement, il s'aliène la noblesse romaine.
Dans les derniers jours du mois de septembre 996, quelques mois seulement après avoir sur l'intercession du pape Grégoire V été gracié par Otton III, qui se prévaut de la clementia des césars, un concept-clef de l'exercice du pouvoir chez les Ottoniens, Crescentius entreprend de faire chasser Grégoire V de Rome. Crescentius complote avec l'archevêque de Plaisance et ancien conseiller de Théophane, Jean Philagathos, pour faire élire un antipape. Mais Otton III, plutôt que d'intervenir immédiatement, donne la priorité à la sauvegarde des frontières saxonnes. Il regagne la Germanie. De décembre 996 à avril 997, il séjourne en Rhénanie, notamment à Aix-la-Chapelle. Mais, on ne connaît pas le détail de cette partie de son règne, comme la tenue de bans. Il lance, à l'été 997, une nouvelle campagne contre les Slaves de l'Elbe.
Un synode se réunit à Pavie, où Grégoire V s'est réfugié après avoir été chassé de Rome par Crescentius. Il y est décidé que Robert le Pieux et sa femme doivent venir s'expliquer et être éventuellement excommuniés. Ce synode condamne aussi les évêques du concile de Saint-Basle qui ont destitué Arnoul. S'il est vrai que l'empereur se défie d'abord de Gerbert d'Aurillac, il demande, quelques mois plus tard, à l'archevêque de Reims d'entrer à son service : il s'agit d'aider Otton III à se dépouiller de sa grossièreté (rusticitas) saxonne, et de le faire accéder à la finesse (subtilitas) grecque.

#### La seconde campagne d'Italie

Péninsule italienne en l'an mil.

Ce n'est qu'en décembre 997 qu'Otton III retourne en Italie. On ignore l'effectif exact de son armée, mais il est accompagné des princes et prélats de tout l'Empire, à l'exception de sa « très chère sœur » (dilectissima soror) Sophie, qui l'a accompagné lors de son sacre à Rome, et qui réside auprès de lui à Aix-la-Chapelle. Il n'est plus jamais question désormais de sa présence à la cour.
Lorsqu'Otton III pénètre en Italie en février 998, les Romains adoptent une attitude conciliante et le laissent marcher sur Rome sans combattre. Entre-temps, le préfet Crescentius Ier Nomentanus se barricade dans le château Saint-Ange. L'antipape Jean XVI s'enfuit de Rome et se réfugie dans un donjon, mais il est capturé par un détachement de l'armée impériale. Grégoire V est sans pitié pour celui qui a usurpé sa fonction : il lui fait crever les yeux, couper le nez et arracher la langue. Otton III ne fait rien pour sauver ou adoucir la peine de celui qui fut son précepteur et cela malgré l'intercession de l'ermite Nil de Rossano, qui vient implorer la grâce papale puis impériale. Ramené à Rome, Jean Philagathos est jugé par un synode et traîné dans les rues de la ville juché sur un âne pour que chacun sache ce qu'il en coûte de remettre en cause la nomination du pape par l'empereur.
Le comportement cruel de l'empereur et du pape est cependant contre-productif : ils sont critiqués dès cette époque, ce qui nuit fortement à leur crédit. C'est ainsi que le vieil abbé Nil de Rossano part pour Rome dès qu'il apprend la mutilation de l'antipape, pour l'héberger dans son monastère. Mais Grégoire V et Otton III repoussent cette requête. Nil aurait alors appelé l'éternelle punition divine sur l'empereur en quittant Rome :

« Si vous n'avez pas eu pitié de celui qui a été livré entre vos mains, le père céleste ne vous remettra pas davantage vos péchés »

— Nil de Rossano à l'envoyé de l'empereur (probablement Gerbert d'Aurillac).
De la même manière, lorsque, après un siège acharné, l'armée impériale parvient à se saisir de Crescentius (au retour d'une entrevue avec l'empereur), le rebelle est décapité. Son cadavre est d'abord pendu aux créneaux du château Saint-Ange, puis finalement, avec les corps de douze de ses comparses, suspendu par les pieds sur le Monte Mario, où il est exposé aux outrages du public.
La volonté d'Otton III d'imposer un nouvel Empire romain en dépit des désirs d'indépendance romains ne fait aucun doute : il se fait construire un palais sur le mont Palatin, où les empereurs romains résidaient autrefois, et organise sa cour à la façon byzantine. Sur un décret impérial d'Otton III, daté du 28 avril 998 et concernant l'abbaye d'Einsiedeln, dont la date coïncide avec l'exécution de Crescentius, apparaît pour la première fois un sceau portant la devise Renovatio imperii Romanorum (Restauration de l'Empire romain). Cette nouvelle devise figure ensuite systématiquement sur les décrets impériaux jusqu'au retour d'Otton III de Gniezno, avant d'être remplacée, à partir de janvier 1001, par la formule Aurea Roma (Rome d'or, rayonnante Rome). Soucieux d'apaiser la noblesse romaine, il gratifie l'aristocratie locale de charges au palais. Cependant, celle-ci n'oublie pas les terribles châtiments qu'ont subis Jean XVI et Crescentius.

#### Le séjour d'Italie (997-999)
Otton III assoit l'autorité impériale et tente, avec le soutien du pape, de mener à bien la réforme de l'Église, affaiblissant ainsi l'aristocratie, prompte à user de simonie. Il délivre des diplômes aux évêchés et aux abbayes et oblige l'aristocratie laïque à restituer les biens de l'Église dont elle s'était emparée. La lutte contre un parent de Crescentius, un comte de Sabine du nom de Benoît, s'inscrit dans ce cadre : ils le contraignent par la force à rendre les biens confisqués au monastère de Farfa.
Dans la droite ligne de ses prédécesseurs, Otton attribue les évêchés à des hommes de confiance. Les charges épiscopales, contrairement aux charges comtales, sont restituées à l'empereur au décès de l'évêque, ce qui permet d'éviter l'affaiblissement du patrimoine impérial et donc de conserver de l'autorité sur sa clientèle.
Lorsque meurt l'évêque Hildiward de Werla d'Halberstadt, naguère un des instigateurs de la dissolution de l'évêché de Mersebourg en novembre 996, Otton III et Grégoire V s'attaquent à la reconstitution de ce diocèse et justifiant cela par une motion qu'ils font adopter par un synode de la Noël 998-999, selon laquelle la dissolution prononcée en 981 était une infraction au droit ecclésiastique : le diocèse aurait été dissous sine concilio (sans vote). Ce n'est toutefois qu'en 1014, sous le règne du successeur d'Otton, l'empereur Henri II, que le diocèse de Mersebourg est rétabli.
En 999, Otton délaisse quelque temps les affaires pour un pèlerinage en Bénévent sur le mont Gargano, que Romuald, prêcheur d'Einsiedeln, lui aurait imposé en expiation des atrocités commises envers Crescentius et Jean XVI. En chemin, Otton apprend que Grégoire V vient de mourir à Rome. Aussi cherche-t-il à rendre visite au père Nil de Rossano en rémission de ses péchés. Mais, loin de contribuer à retrouver son crédit, cette démarche est perçue comme une preuve de vulnérabilité.
Dès son retour, il élève à la dignité papale son précepteur Gerbert d'Aurillac, qui prend le nom de Sylvestre II. Pour la seconde fois d'affilée, le pape nommé est un non-Romain (Gerbert est franc). À Rome, il continue de renforcer son pouvoir en attribuant les évêchés à ses proches. C'est ainsi qu'il nomme son propre chapelain, Léon, évêque de Verceil, lui confiant un diocèse difficile, car son prédécesseur Petrus de Verceil vient d'être assassiné par le margrave Arduin d'Ivrée. En 999, un synode romain condamne Arduin à faire amende honorable. Il lui est demandé de déposer les armes et de ne pas passer la nuit deux fois de suite au même endroit, dans la mesure où sa santé le lui permet. Il peut s'exonérer de cette peine en entrant dans les ordres. Otton attribue aussi la succession de l'évêque Everger de Cologne à son chancelier Héribert de Cologne.

#### Intervention en Europe orientale

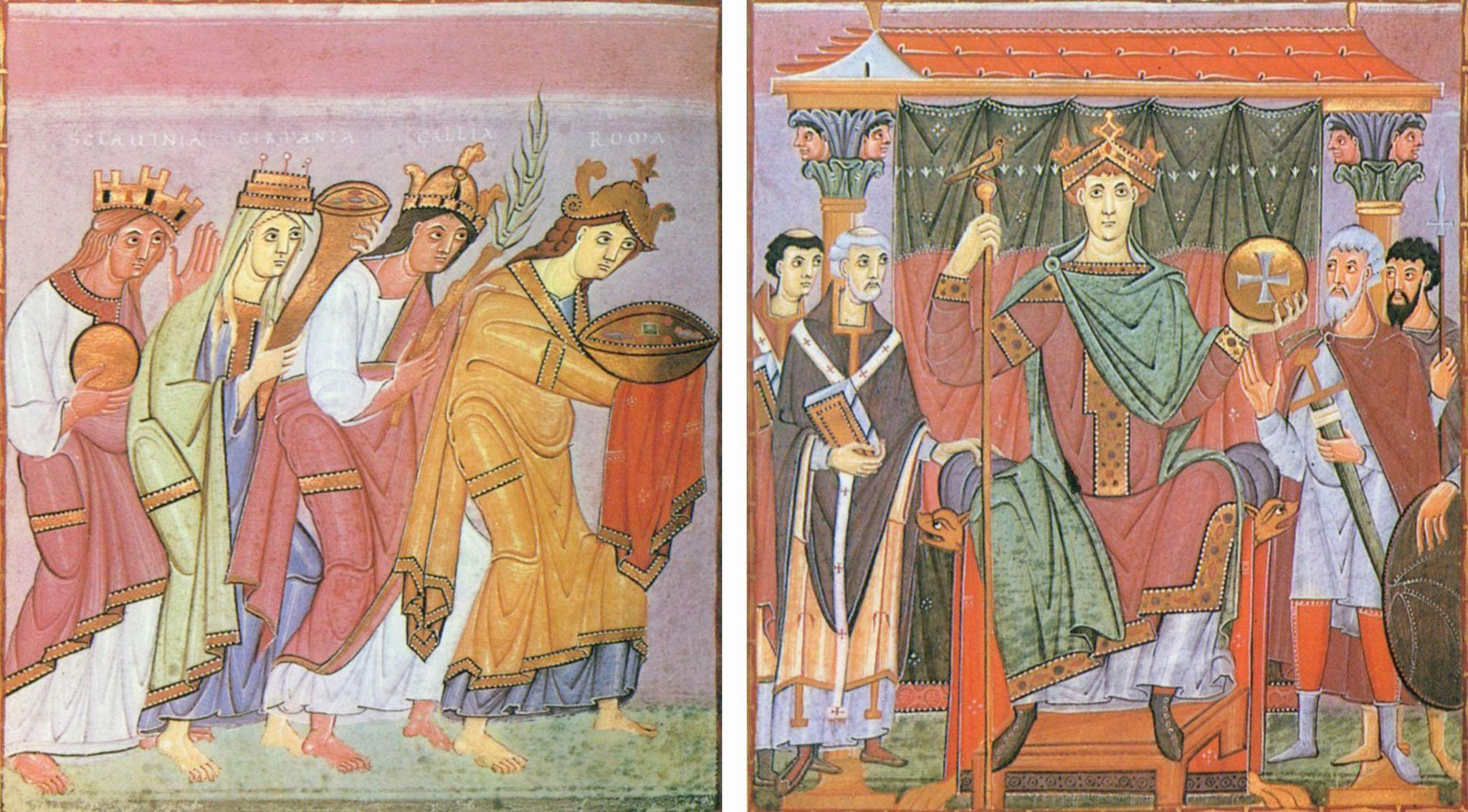
L'empereur entouré des princes d'Empire et des évêques ; à sa gauche, les 4 nations (la Slavonie, la Germanie, les Gaules et Rome) lui rendent hommage en tant que successeur à l'imperium (miniature du scriptorium de Reichenau, Évangéliaire d', XI).

En décembre 999, Otton quitte finalement Rome pour un pèlerinage à Gnesen : il veut prier sur la tombe de son ami Adalbert. Les hagiographies laissent entendre qu'Otton serait allé à Gnesen pour accaparer des reliques d'Adalbert. Toutefois, les motifs du monarque sont essentiellement religieux. À son arrivée dans la ville, Otton se fait mener pieds nus jusqu'au tombeau d'Adalbert par l'évêque de Posen Unger et, par ses prières en larmes, supplie les martyrs d'intercéder pour lui auprès du Christ. Puis il élève la ville au rang d'archevêché, fondant par là l'Église autonome de Pologne. L'archidiocèse de Cracovie et les nouveaux évêchés de Kolberg et Breslau sont rattachés à la nouvelle province ecclésiastique de Gnesen où siégerait un évêque métropolite. Le royaume de Boleslas Chrobry se trouve ainsi doté d'une Église indépendante.
Les autres activités d'Otton à Gnesen sont controversées. L'Histoire de Pologne de Gallus Anonymus, qui n'a été rédigée qu'au XIIe siècle, offre le seul récit détaillé des événements. Elle rapporte avec force comment Otton III a fait roi Boleslas, ce que les sources saxonnes passent systématiquement sous silence. Le fait qu'un couronnement ait pu avoir lieu est aujourd'hui très débattu. La thèse de Johannes Fried, un historien allemand, selon laquelle Gnesen aurait été le théâtre de la création purement civile d'un roi, a été récemment combattue par Gerd Althoff, pour qui le couronnement de Boleslas à Gnesen n'est que la célébration particulièrement fastueuse du pacte d'amitié avec l'empereur Otton III.
Pour son retour en terre d'Empire, Boleslas confie à l'empereur un équipage fastueux et l'accompagne via Magdebourg jusqu'à Aix-la-Chapelle. Là, Otton lui aurait offert le trône de Charlemagne.

#### Retour à Rome
Otton fête les Rameaux à Magdebourg et Pâques à Quedlinbourg. Puis, passant par Trebur, il rentre à Aix-la-Chapelle, « la ville qu'il aimait le plus après Rome ». Au cours de ces quelques mois, il appelle à l'occasion de plusieurs synodes tenus à Magdebourg, Quedlinbourg et Aix-la-Chapelle à la renaissance de l'évêché de Mersebourg, sans parvenir à arracher la décision. À Aix-la-Chapelle, il fonde une église en l'honneur de son ami Adalbert, martyrisé en Prusse, et lui fait don des reliques du missionnaire. Il fait aussi rechercher et ouvrir le tombeau de Charlemagne. Même aux yeux de ses contemporains, ce comportement passe pour une violation de sépulture, pour laquelle Dieu l'aurait puni d'une mort prématurée. Actuellement on interprète l'action d'Otton comme un premier pas vers la création du culte de Charlemagne.
D'Aix, il retourne à Rome au cours de l'été de l'an mil. C'est à ce moment que reprend la querelle de Gandersheim, qui oppose l'évêque de Mayence Willigis à l'évêque Bernard de Hildesheim : la consécration d'une nouvelle église à Gandersheim rend inévitable une décision sur le rattachement de la paroisse à l'un des deux évêchés. L'évêque Bernard prend le temps d'aller à Rome pour y faire valoir sa cause devant Otton III et un synode romain. En conséquence de la démarche de Bernard, deux nouveaux synodes se réunissent presque simultanément pour trancher l'affaire de Gandersheim : l'un, provincial, à Gandersheim même, et l'autre, impérial, à Rome, sous la présidence de l'empereur et du pape. Toutefois, ni ces deux conclaves, ni celui qui suit, à Pöhlde, ne parvient à décider du parti à prendre. Cette querelle occupe alors plusieurs empereurs et de multiples synodes, avant d'être finalement tranchée en 1030.
L'empereur passe la fin de l'année en Italie sans qu'il en ressorte d'initiative politique significative. Il faut attendre le début de l'année 1001 pour que le pouvoir se manifeste à nouveau, et cela à l'occasion d'un soulèvement des habitants de Tivoli contre l'autorité impériale. Otton assiège donc cette ville, bien que la Vita Bernwardi, un éloge de l'évêque Bernard composé par son professeur Thangmar, vante plutôt le rôle de Bernard dans la soumission durable des rebelles. Le mois même où ce siège de Tivoli a lieu, survient un autre événement inhabituel, à savoir la publication d'un acte de donation impérial au bénéfice du pape Sylvestre. Cette donation met brutalement un terme à la politique habituelle des papes qui, déchus de leurs propres territoires par leur insouciance et leur incompétence, ont essayé, hors de tout cadre juridique, de s'y approprier les droits et les devoirs de l'imperium. Par cet acte, Otton est considéré comme le défenseur de l'autorité impériale contre la papauté. Il dénonce comme « mensongères » les prétentions territoriales de l'Église romaine exprimées dans la donation de Constantin, y compris la donation elle-même ou sa restitution par Jean Diacre, tout en abandonnant à Saint Pierre par pure bienveillance impériale huit comtés de la Pentapole.
Dans les semaines qui suivent la publication de cet acte de donation, un soulèvement éclate à Rome. On a attribué la cause de cette émeute à l'indolence excessive du pouvoir après les événements de Tivoli. Elle est contenue pacifiquement au bout de quelques semaines par voie de négociation. Le doyen du chapitre de Hildesheim, Thangmar, qui, en 1001, avait accompagné son évêque Bernard de Hildesheim à Rome, rapporte la teneur d'un discours fameux adressé par Otton aux Romains au cours de ces négociations, par lequel l'empereur aurait exprimé à la foule son amour pour Rome et son renoncement complet à ses attaches saxonnes. Émus aux larmes par cette profession de foi, les Romains se saisissent de deux hommes qu'ils molestent cruellement pour manifester leur regret et leur souhait de retour à la paix civile. Malgré ces gestes d'apaisement, la versatilité de l'opinion inspire la méfiance aux conseillers de l'empereur, qui l'engagent à s'éloigner des dangers et à regrouper ses troupes autour de Rome.

#### La mort de l'empereur
Otton III et le pape Sylvestre II s'éloignent de Rome et prennent la direction du Nord vers Ravenne. Par la suite, Otton recevant une ambassade de Boleslaw Chobry, conclut avec la délégation hongroise la création d'une nouvelle province de l'Église avec pour métropole l'évêché de Gran et s'assure que le nouvel archevêque, Astericus, couronne roi le prince Étienne de Hongrie. Otton fait aussi en sorte de resserrer encore les liens avec le doge de Venise.
Mais les sources hagiographiques (la Vie du Bienheureux Romuald de Pierre Damien et la Vie des Cinq Frères de Brun de Querfurt) donnent au même moment plutôt l'image d'un monarque abattu moralement. La détresse reflétée par ces témoignages culmine avec la promesse d'Otton de renoncer aux choses terrestres et d'entrer dans les ordres. Il aurait en tout cas voulu prendre encore trois ans pour corriger les erreurs de son règne : on ignore cependant de quelles erreurs il s'agissait.
Vers la fin de l'année 1001, il rejoint Rome avec l'appui des contingents de quelques évêques de l'Empire, qui n'ont pu rallier l'Italie que très lentement. Ayant contracté une fièvre violente, il décède le 23 janvier 1002, au château de Paterno, situé à Faleria, non loin de Rome. Plusieurs témoignages rapportent la mort apaisée et édifiante du prince chrétien.
La mort de l'empereur est d'abord tenue secrète, jusqu'à ce que sa garde personnelle soit informée et mise en état d'alerte. L'armée, continuellement entourée d'ennemis, quitte l'Italie afin d'exaucer les dernières volontés d'Otton d'être inhumé à Aix-la-Chapelle. En février 1002, alors que le convoi, parti de Paterno, traverse Lucques et Vérone et pénètre en Bavière, le duc Henri II le prend en charge à Polling et exige des évêques et des nobles, par des menaces et des promesses, qu'ils le proclament roi. Cependant, aucun de ceux qui accompagnent le convoi, à l'exception de l'évêque Siegfried d'Augsbourg, n'aurait pris le parti d'Henri. On ignore au juste quelles préventions les collaborateurs d'Otton éprouvent à l'égard d'Henri. Quelques semaines plus tard, pendant les célébrations de la mort de l'empereur, ces hommes confirment leur refus, car de leur avis, Henri, à bien des égards, n'est pas apte à gouverner le royaume. Ainsi, alors qu'en Italie, dès le 15 février 1002, les barons lombards ont acclamé roi, à Pavie, Arduin d'Ivrée, adversaire d'Otton III, le duc Henri II continue à se débattre au milieu d'interminables négociations et de querelles privées.

### La succession d'OttonIII

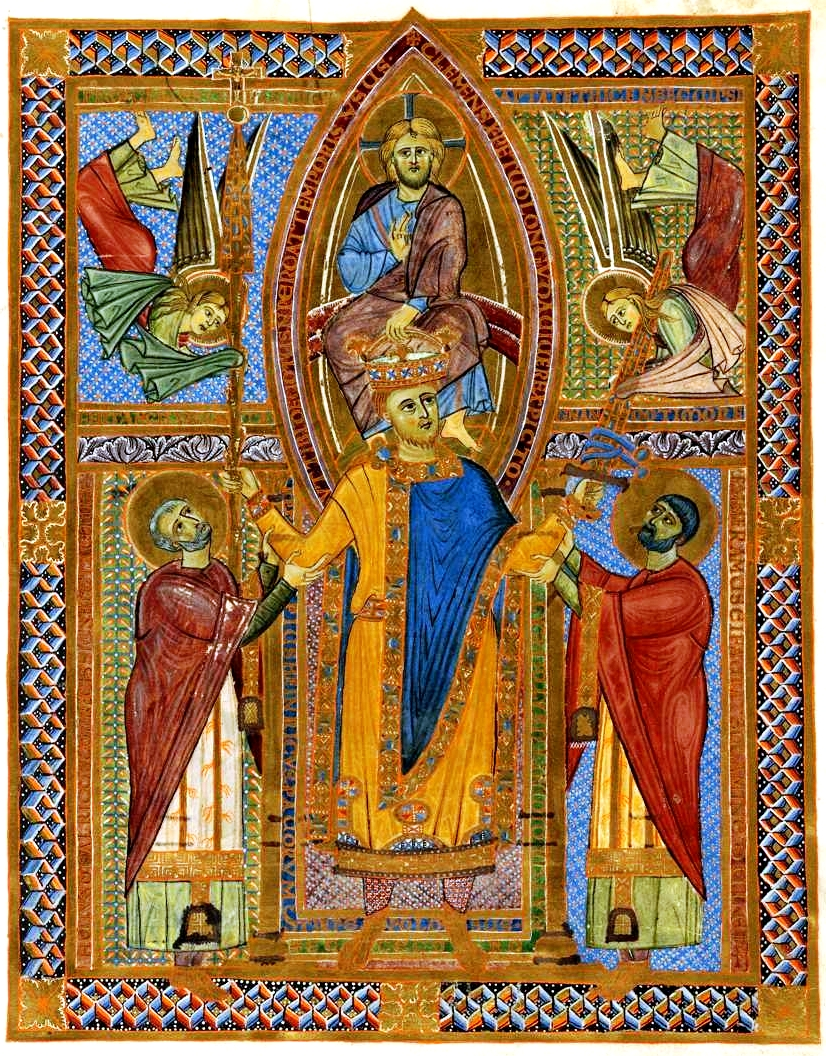
Couronnement d' (Sacramentaire d', XIe siècle, Bayerischen Staatsbibliothek Munich).

Dès le début de son règne, Henri II permet les célébrations pour le salut de l'âme de son prédécesseur, son « oncle bien-aimé », et pour la mémoire du « bon empereur Otton ». Il fait connaître les dernières volontés et les legs d'Otton et, comme lui, il célèbre les Rameaux en 1003 à Magdebourg, sur la tombe d'Otton Ier, ainsi que la fête de Pâques à Quedlinbourg, lieu de sépulture d'Henri Ier et de son épouse Mathilde. Mais avant tout, Henri II fait de la Saxe le nouveau centre du pouvoir. Il se laisse ainsi au moins une décennie, avant de s'en prendre à son rival en Italie.
On a longtemps vu dans l'abandon par Henri II de l'inscription d'Otton III : Renovatio imperii Romanorum (Renaissance de l'Empire romain) sur les sceaux impériaux au profit de Renovatio regni Francorum (Renaissance du royaume des Francs) un virage décisif de la politique des empereurs. Mais, plus récemment Knut Görich, historien allemand, a attiré l'attention sur le nombre des sceaux concernés : il faut en effet rapporter les vingt-trois décrets d'Otton III aux quatre décrets d'Henri II. Ainsi, l'emploi occasionnel et éphémère de l'apostille franque, qui n'apparaît que de façon circonstancielle après une succession réussie à la tête du royaume en janvier et février 1003, n'est qu'une formule d'authentification parmi toutes celles qui nous sont parvenues et est bientôt elle-même abandonnée.
En revanche, c'est bien un tournant que représente la politique extérieure d'Henri II en ce qui concerne les affaires polonaises ; car si, en l'an mil, Boleslas Chobry est gratifié de l'épithète de « frère et appui de l'empereur », d'« ami et allié du peuple romain » (fratrem et cooperatorem imperii constituit et populi Romani amicum et socium appelavit), la politique d'Henri II tourne à un conflit armé, seulement rythmé par les trois traités de paix successifs de Posen (1005), Mersebourg (1013), et Bautzen (1018).

## Bilan du règne

### Politique économique et monétaire
Les Ottoniens doivent leur prospérité et celle de leur empire à l'encouragement et à l'accompagnement des échanges entre l'Europe du Nord et de l'Est et la Méditerranée, via les bassins du Rhin, de la Meuse et du Danube et leur connexion à celui du Pô par les routes passant par les cols alpins. Ils développent les échanges en créant des ateliers de monnayage et, de ce fait, facilite les marchés. Ils alimentent ces ateliers de frappe monétaire par l'exploitation de mines d'argent. C'est sous la régence d'Adélaïde que le monnayage atteint son apogée en Germanie. Otton III s'inscrit dans cette politique économique et monétaire en autorisant, par exemple, l'évêque de Freissing à fonder un marché quotidien et place la fréquentation de ce marché sous le ban de la paix impériale.
L'autre moyen de remplir les caisses est de créer des cours de justice. Celles-ci sont sources d'entrées financières sous forme de réparations : le wergeld. Comme la monnaie, elles permettent de manifester l'autorité impériale dans tout l'Empire. Ainsi, Otton III établit une cour à Ravenne, qui est un riche archiépiscopat qui régente toute l'Italie du Nord et commerce avec Venise et Pavie.

### Politique religieuse
Si, depuis Otton Ier, l'Église est assujettie aux empereurs, le soutien de ces derniers à la réforme monastique fait que ce sont les clercs qui éduquent les princes et acquièrent en retour une réelle influence politique. Otton III, élevé par sa mère grecque dans le souvenir de Byzance et entouré de prêtres depuis sa plus tendre enfance, nourrit à la fois une très haute idée de l'Empire et une aspiration à la perfection monastique. Pendant sa minorité, le pouvoir impérial est gravement menacé par les grands féodaux, menés par le duc de Bavière Henri le Querelleur. Celui-ci contrôle en effet les évêchés du sud de la Germanie et donc une puissante clientèle lui permettant de rivaliser avec le pouvoir impérial. Otton s'emploie donc à affaiblir cette concurrence en obligeant l'aristocratie laïque à restituer les biens de l'Église dont elle s'est emparée.
Il profite pour cela du mouvement de réforme monastique en cours, promu par Cluny ou des monastères lotharingiens tels que Gorze. Cette réforme lutte contre la simonie et souhaite n'avoir à répondre qu'à l'autorité pontificale. L'empereur y est d'autant plus favorable qu'il a été éduqué par des érudits proches de ce mouvement réformateur. C'est pourquoi il délivre des diplômes aux évêchés et aux abbayes qui les libèrent de l'autorité des grands féodaux. La régente Théophano puis l'empereur lui-même œuvrent à la création de puissantes principautés ecclésiastiques en concédant des évêchés renforcés de comtés et d'abbayes à des fidèles. Les exemples les plus probants sont Notger qui se voit attribuer une véritable principauté à Liège (en adjoignant à l'évêché les comtés de Huy et de Brunengeruz), ou Gerbert d'Aurillac qui reçoit l'archiépiscopat de Ravenne dont dépendent 15 évêchés : il contrôle tout le nord de l'Italie. De fait, c'est l'autorité impériale qu'il renforce ainsi : c'est sous le règne d'Otton III que l'emprise de l'empereur sur le Saint-Siège est la plus grande car il nomme les papes sans en référer aux Romains. Il va au-delà de la mainmise sur l'Église de son grand-père Otton Ier, dans la mesure où il ne se contente plus d'agréer l'issue d'un vote, mais où il impose son propre candidat à la Curie romaine.
Paradoxalement, Otton III met fin à la décadence de la papauté en l'associant à ses projets d'empire universel : il choisit, pour cela, des papes brillants et en phase avec son projet politique et culturel. Cependant, le pape nommé à discrétion et étranger (Grégoire V est germain et Sylvestre II franc) n'a que peu de soutien à Rome et dépend d'autant plus de l'appui de l'empereur. Ce pouvoir, Otton l'obtient par la pression militaire en descendant, en 996, en Italie pour soutenir Jean XV chassé par les Romains. Plutôt que d'entrer en conflit avec l'empereur, les Romains préfèrent lui confier le choix du successeur du défunt pape Jean XV. Cette pratique se perpétue avec ses successeurs qui descendent régulièrement en Italie avec l'ost impérial pour y ramener l'ordre et y influer sur le choix du pape.
Cependant, cet état de fait est mal accepté par la noblesse romaine qui n'a de cesse d'intriguer pour reprendre ses prérogatives dès que l'empereur et son armée sont éloignés de la péninsule italienne.

### Politique culturelle
Les Ottoniens sont également des commanditaires de manuscrits de luxe, mais ne semblent pas avoir réuni d’artistes à la cour : les manuscrits de luxe sont réalisés à Corvey, à Fulda et surtout à Reichenau d'où proviennent l'évangéliaire d'Otton III et l'évangéliaire de Liuthar, aux représentations impériales de grande valeur pour leur soin et leur sens politique (Offrandes des quatre provinces de l'Empire, apothéose d'Otton III représentant en fait peut-être Otton Ier).
Enfin, certaines réalisations architecturales notables, dans le domaine religieux essentiellement, sont marquées par la double inspiration carolingienne et byzantine, et participent à l'émergence du roman. C'est sous Otton III qu'est réalisé le chef-d'œuvre de l'architecture ottonienne, Saint-Michel de Hildesheim, construction confiée au précepteur de l'empereur, l'évêque Bernward.

### Politique diplomatique

#### Restauration d'un empire universel
Otton III, qui est grec par sa mère Théophano, n'essaie pas simplement comme son grand-père Otton Ier de restaurer l'Empire carolingien, mais tente de restaurer un empire universel. Son rêve est un empire qui aurait la dignité de celui de Byzance et l'efficacité de celui de Charlemagne. Adalbert ouvre l'esprit d'Otton vers l'instauration d'un empire universel, mais c'est Gerbert d'Aurillac qui le théorise : il rédige pour l'empereur un traité sur le raisonnable et l'usage de la raison qui s’ouvre sur un programme de rénovation de l'Empire romain, considérant que l'empereur, mi-grec par sa mère, est à même de reconstruire un empire universel. L'idée est celle d'une union de pays organisés de manière identique, indépendants du royaume germanique, ayant Rome pour capitale spirituelle et politique : la chrétienté latine doit retrouver son unité sous la double impulsion du pape et de l'empereur. Ce vaste projet d'empire fédéral composé de peuples unis par leur commune adhésion au christianisme, en dehors de toute soumission vassalique, explique que Gerbert d'Aurillac et Otton aient soutenu l'apparition de royaumes chrétiens indépendants de la Germanie en France, en Pologne, en Hongrie ou en Catalogne. Le basileus n'ayant pas d'héritier mâle, il dépêche l'évêque de Milan pour demander la main d'une princesse byzantine, ce qui ouvrirait la voie à une réunification des deux moitiés de l'Empire romain. Cependant, il meurt trop vite pour que ce projet puisse se concrétiser.

#### Royaume de Pologne

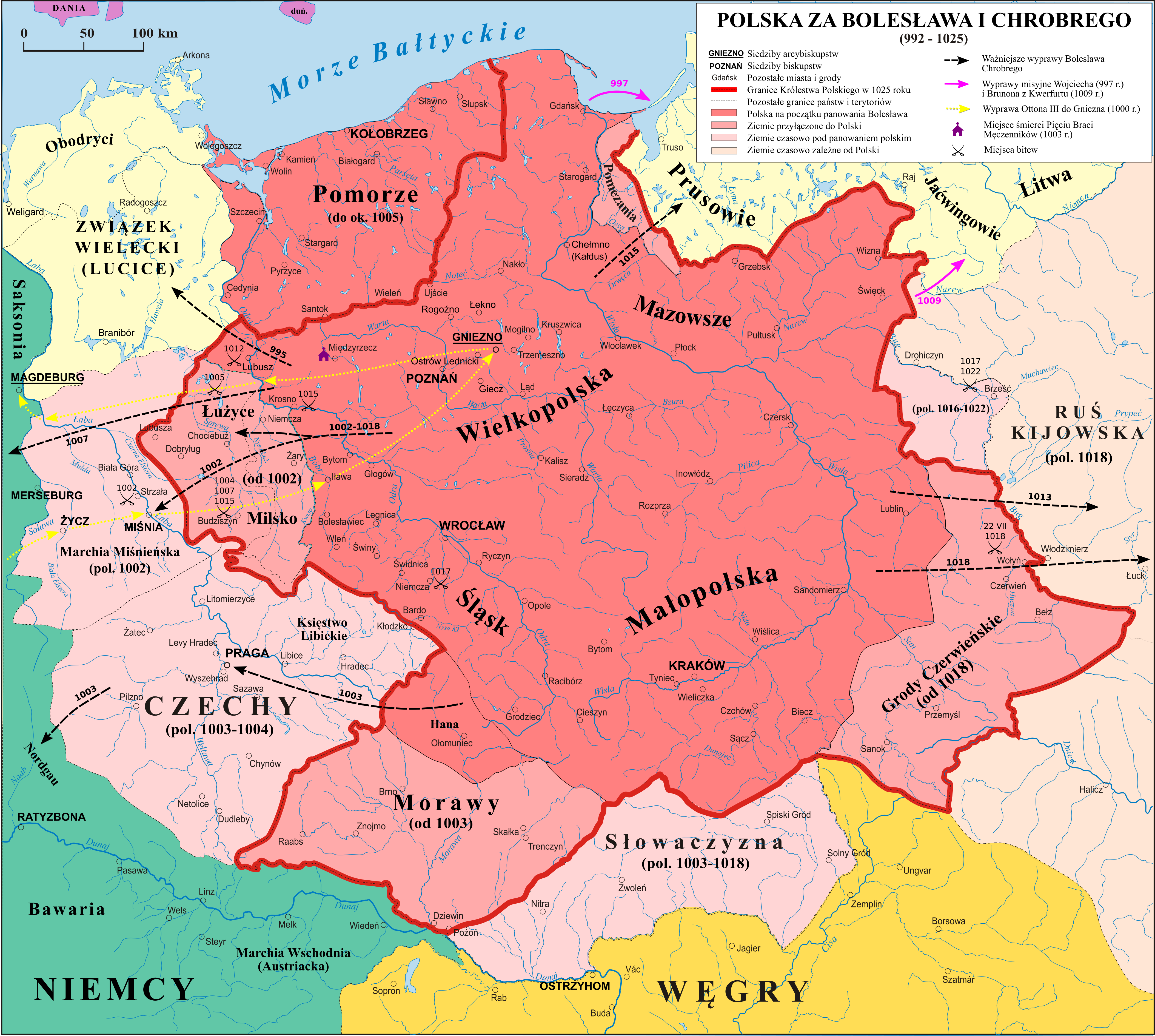
La Pologne sous le règne de Bolesław Ier le Vaillant.

En l'an mil, Otton III est reçu à l’assemblée de Gniezno. Il marie sa fille avec le fils de Boleslas et les charges imposées à Mieszko sont supprimées, ce qui signifie la reconnaissance de l’indépendance polonaise. Le pays est organisé en province ecclésiastique autonome avec un archevêché à Gniezno et trois évêchés à Cracovie, Wroclaw et Kolobrzeg. Boleslas reprend à l’empereur le droit d’investiture et de nomination des évêques, garantissant ainsi l’émancipation de l’Église polonaise.

#### Royaume de Hongrie
Le rôle de la bataille du Lechfeld (955) dans l'arrêt des invasions hongroises est en fait limité, le peuple magyar ayant déjà commencé sa sédentarisation. Le prince Géza, séduit par la puissance et l'influence culturelle de la renaissance ottonienne, œuvre pour un rapprochement avec l'Occident. De nombreuses missions de christianisation sont menées avec son soutien. Elles s'interrompent à la mort d'Otton Ier en 973, mais peuvent reprendre une fois passées les difficultés de la régence impériale vers 983. Elles sont animées par des clercs germaniques mais aussi tchèques, dans le sillage du missionnaire Adalbert de Prague, maître et ami intime d'Otton III, qui aurait baptisé le futur Étienne Ier vers 995. Poursuivant sa politique de christianisation et de rapprochement avec l'Occident, le prince Géza fonde, vers 996, le monastère bénédictin de Pannonhalma ainsi que le premier évêché de Hongrie à Veszprém. Pour renforcer les liens naissants avec l'Empire, il marie son fils Étienne à Gisèle, fille d'Henri le Querelleur. la contrepartie de cette union est l'attribution d'une bande de territoires au nord de la Leitha et la promesse d'achever sans tarder l'évangélisation de son peuple. À la mort de Géza (997), les chefs tribaux tentent de mettre un terme aux réformes amorcées. Ils opposent au jeune Étienne, pourtant désigné comme son successeur par Géza, son vieux cousin Koppany qui, satisfaisant aux critères traditionnels de transmission du pouvoir princier chez les Hongrois, se présente comme le champion de la « réaction » magyare contre les dangereuses innovations venues d'Occident.
Mais il est vaincu par Étienne en quelques mois grâce à l'aide militaire apportée par les chevaliers bavarois, qui sont récompensés par l'autorisation de s'installer en Hongrie. Il considère que son avenir politique passe par l'appropriation des méthodes occidentales. Il se considère déjà comme roi, titre que les sources écrites attribuent avant lui à son père et à son grand-père ; mais il a besoin d'un symbole faisant de lui un roi chrétien, l'oint du Seigneur, comme le sont les rois francs puis les empereurs germaniques, dans la continuité des rois bibliques. Il envoie une délégation auprès du pape, qui est d'autant mieux reçue que sa démarche correspond au projet d'empire fédéral caressé par Sylvestre II et Otton III. Le détail a son importance : Étienne n'aurait jamais voulu faire ce qu'avaient fait les ducs tchèques quelques décennies plus tôt, c'est-à-dire prêter allégeance à l'empereur germanique en échange de la reconnaissance de leur autorité monarchique. La seule contrepartie à fournir est l'engagement d'achever la conversion des Magyars.
En 1000 (le 25 décembre) ou 1001 (le 1er janvier), fort de la bénédiction pontificale, le prince Étienne est couronné roi à Esztergom, avec la couronne qu'il a reçue de Sylvestre II. Le jeune roi s'acquitte aussitôt de ses engagements en relançant les missions de conversion. Il impose à ses sujets une pratique religieuse régulière et l'entretien du clergé local : la loi veut que les habitants construisent eux-mêmes (par groupes de dix villages) les églises qui leur servent de lieu de culte chaque dimanche. Il fonde une Église nationale, placée sous la direction de l'archevêque d'Esztergom. D'abord limitée à la Transdanubie, que contrôlent depuis longtemps les princes arpadiens, elle comprend une petite dizaine de diocèses à la fin du règne. Étienne fait achever le monastère de Pannonhalma et le dote généreusement, comme en témoigne la charte de 1002 dont le texte a été conservé. Il multiplie les fondations monastiques bénédictines et comble les nouveaux établissements de biens fonciers.

#### Alliance avec Venise
C'est sous l'impulsion de Venise que le christianisme progresse le long de la côte dalmate. L'alliance de Venise, qui cherche à s'émanciper de l'Empire byzantin, est toute naturelle. Elle est matérialisée par le doge qui fait d'Otton le parrain de son fils et de sa fille.

## L'image d'OttonIII

### Les témoignages d'époque
La politique italienne d'Otton suscite visiblement l'incompréhension de ses contemporains.
Selon les Annales de Quedlinbourg, qui reflètent fidèlement le point de vue des monastères ottoniens et de leurs abbesses royales, à savoir la tante et la sœur d'Otton III, l'empereur veut marquer sa préférence pour les Romains sur les autres peuples. Mais elles s'abstiennent de critiquer la politique d'Otton III ; sa mort, qui apparaît comme la conséquence de ses propres péchés ou de ceux des étrangers, est déplorée par la terre entière.
Dithmar, évêque de Mersebourg (ou encore Thietmar, ou Dietmar), dont le récit est imprégné de l'idée que la dissolution de l'évêché de Mersebourg a été une injustice profonde, désapprouve la politique italienne d'Otton III. C'est ainsi que, selon lui, l'empereur aurait, dans son palais, dîné sur une table en demi-cercle portée par ses proches, un usage tout contraire aux habitudes des cours franques et saxonnes.
Plus tard encore, Bruno de Querfurt reproche à l'empereur d'avoir voulu faire de Rome sa résidence ordinaire et de l'avoir considérée comme sa véritable patrie. Selon les propos de Bruno, qui vise à l'hagiographie, Rome symbolise le dépassement des cultes païens par les croyances chrétiennes ; avec son monarque païen, la Ville aurait perdu son rayonnement spirituel universel, elle qui, depuis la Donation de Constantin, est la ville des apôtres, sur laquelle plus aucun monarque profane ne doit régner. C'est pourquoi la répression exercée contre le siège des apôtres constitue pour Bruno un péché si grave que la mort prématurée de l'empereur est perçue comme un châtiment inévitable. Cependant Bruno de Querfurt salue certains traits agréables chez l'empereur, comme son tempérament chaleureux : encore enfant et livré aux errements de son comportement, il fit un bon empereur, un Imperator Augustus d'une profonde humanité.
Aussi Otton III, avec sa culture inaccoutumée et sa finesse reconnue, ne tarde-t-il pas à faire l'admiration de tous et est surnommé, aussi bien en Germanie qu'en Italie, « Merveille du Monde ».

### Historiographie

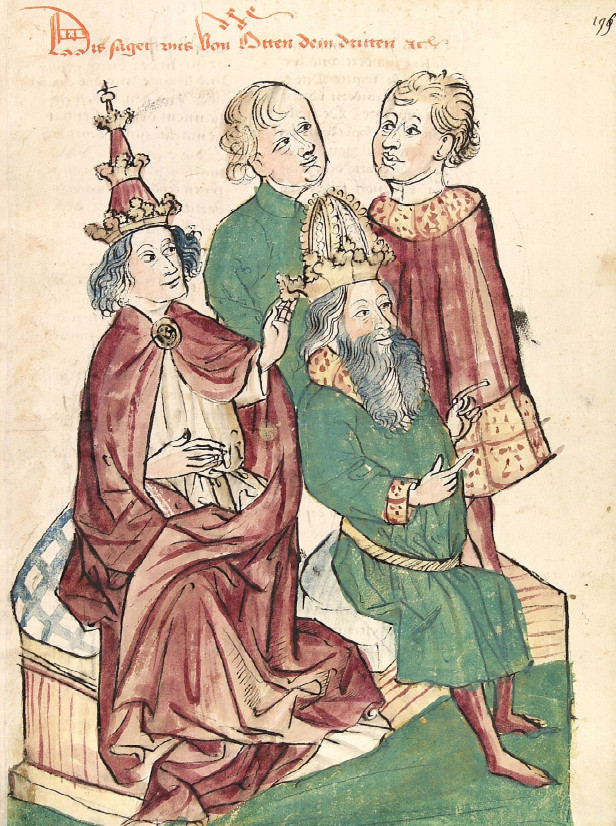
Couronnement d' par le pape Grégoire V, image du XVe siècle.

Les jugements critiques des cercles dirigeants contemporains déteignaient d'ordinaire sur l'œuvre des historiens du XIXe et du début du XXe siècle. L'opinion sur Otton III fut longtemps celle exprimée par Wilhelm von Giesebrecht dans son Histoire du Saint-Empire (Geschichte der deutschen Kaiserzeit), qui critiquait fondamentalement l'absence du sentiment national chez Otton III et lui reprochait ses rêveries et son manque de pragmatisme. Pire même, Otton III aurait dilapidé un gros héritage par sa frivolité, aurait poursuivi des chimères et se serait commis avec des intellectuels et des étrangers. Giesebrecht forgea les conceptions des historiens nationalistes pour des décennies.
Au début du XXe siècle, plusieurs objections concrètes remirent en cause ces idées reçues. Avec son ouvrage intitulé Kaiser, Rom und Renovatio (1929), l'historien Percy Ernst Schramm a imposé une nouvelle image d'Otton III. Son nouveau portrait de l'empereur, contredisant l'image traditionnelle du souverain non-germanique, bigot et évaporé, constituait une réhabilitation dans la mesure où Schramm essayait de saisir Otton III dans la tourmente religieuse de son époque. La nouveauté résidait avant tout dans une interprétation historico-religieuse de la politique d'Otton III, selon laquelle la politique de renaissance de Rome constituait la véritable motivation du gouvernement de l'empereur. Schramm donnait comme preuve essentielle de cette politique de renaissance l'adoption, à partir de 998, de la fameuse devise Renovatio imperii Romanorum sur les sceaux.
Robert Holtzmann, historien allemand, rejoignait encore, en 1941, dans son Histoire des empereurs saxons (Geschichte der sächsischen Kaiserzeit) le point de vue de Giesebrecht et concluait : « L'État d'Otton le Grand vacillait sur ses bases lorsqu'Otton III mourut. Si cet empereur avait vécu plus longtemps, son empire se serait effondré ». Vers la fin de la Seconde Guerre mondiale, les opinions sur Otton III dans la veine d'Holtzmann sont devenues plus rares.
Mathilde Uhlirz, historienne autrichienne, compléta en 1954 le point de vue de Schramm, en considérant la politique de l'empereur plutôt sous l'angle d'une consolidation du pouvoir du prince dans les régions méridionales de l'Empire, et en prêtant ainsi à Otton III l'intention d'y renforcer son autorité. Contrairement à Schramm, Uhlirz mettait l'accent sur la collaboration entre l'empereur et le pape, lequel était surtout soucieux de gagner la Pologne et la Hongrie à la Chrétienté de spiritualité romaine. Par la suite, il apparut une synthèse entre les points de vue de Schramm et d'Uhlirz, qui voit dans les efforts de consolidation de l'autorité impériale au Sud, autant que dans le rapprochement avec la Pologne et la Hongrie les grandes lignes de la politique d'Otton III. Mais la tentation persistait d'expliquer la politique d'Otton III par son caractère et ses traits de personnalité.
Ces dernières années, le sens que Schramm a donné au terme de renovatio a été contesté à plusieurs reprises. D'après Knut Görich, il faut analyser la politique italienne et les campagnes contre Rome plutôt comme une préoccupation de pérennité de la papauté que comme un programme de régénération de l'Empire romain.
Gerd Althoff s'est plus récemment détourné des concepts politiques employés en histoire médiévale, qu'il juge anachroniques, dans la mesure où la place de l'écrit et les équivalences institutionnelles nous échappent pour comprendre la royauté au Moyen Âge. En outre, d'après Althoff, les sources invoquées à l'appui sont ambivalentes. On ignore s'il faut les rattacher à la tradition de la Rome antique ou à celle de la Rome chrétienne.

### OttonIIIdans la poésie et les romans
Un poème du XIe siècle, dans lequel le conseiller impérial Léon de Verceil chante la collaboration de l'empereur et du pape, évoque la reconstitution de l'Empire romain par Otton III. Ce poème commence surtout par une invocation au Christ, afin qu'il daigne porter les yeux sur Rome et lui rendre son lustre, pour qu'elle puisse prospérer sous le règne du troisième Otton.
Depuis le XVIe siècle, Otton III, de par sa vie courte et les événements dramatiques qui ont émaillé son règne, sert de personnage-titre à de nombreux témoignages littéraires ; mais bien peu ont pu survivre par leur valeur littéraire.
Dans son poème intitulé La Complainte de l'empereur Otton III (Klagelied Kaiser Otto III.), August von Platen-Hallermünde rabaisse Otton III par pur nationalisme. L'historienne et philosophe Ricarda Huch, dans son livre intitulé Römisches Reich Deutscher Nation (1934), compare Otton III à Otton Ier : son rejet d'Otton III s'appuie sur les idées de Giesebrecht. Mais les jugements favorables à la carrière d'Otton III s'expriment aussi dans la littérature. Ainsi paraissent, vers la fin de la Seconde Guerre mondiale, deux romans historiques sur l'empereur ottonien. Gertrude Bäumer, politicienne allemande du Mouvement de libération des femmes, donne à sa reconstitution de la vie d’Otton III le titre Le jeune homme au manteau d'étoiles : grandeur et tragédie d'Otton III (Der Jüngling im Sternenmantel. Größe und Tragik Ottos III). Et simultanément, Albert H. Rausch (Henry Benrath, son pseudonyme), auteur allemand, essaie de saisir la personnalité d’Otton III de façon plus subjective et avec davantage d’emphase. Il s'agit pour lui d’appréhender « la spiritualité dans la vie d'un monarque ».

## Sources

### Sources primaires etvitæ
- Theodor Sickel (dir.), Ottonis II. et Ottonis III. Diplomata, Hanovre, Monumenta Germaniæ Historica, coll. « Diplomata », 1893 (lire en ligne).
- (la) Johann Friedrich Böhmer et Mathilde Uhlirz, Res gestæ Imperii II, 3. Die Regesten des Kaiserreiches unter Otto III, 983-1003., Graz, Cologne, Weimar, 1956, 440 p. (lire en ligne).

### Sources littéraires
- Arnulfe de Milan (trad. W. North, dir. Claudia Zey), Liber gestorum recentium, vol. 67, Hanovre : Hahn, Monumenta Germaniæ Historica, coll. « Scriptores rerum Germanicarum », 1994 (lire en ligne).
- Monumenta Germaniæ Historica Diplomata, Scriptores rerum Germanicarum in usum scholarum separatim editi 8: Annales Hildesheimenses, Éd. de Georg Waitz, Hanovre, 1878.
- Georg Heinrich Pertz (dir.), Annales Quedlinburgenses, Hanovre, Monumenta Germaniæ Historica, coll. « Scriptores (in Folio) 3 Annales, chronica et historiæ ævi Saxonici », 1839 (lire en ligne), p. 22.
- Bruno de Querfurt (dir.) et Wilhelm Wattenbach (dir.) (trad. W. Hartmann), Vita quinque fratrum eremitarum, vol. Supplementa tomorum I-XII, pars III. Supplementum tomi XIII pars II, Hanovre, Monumenta Germaniæ Historica, coll. « Scriptores rerum Germanicarum, Nova series (in Folio) 15,2 », 1888 (lire en ligne), p. 709.
  - réimpr. par W. Hartmann sous le titre Deutsche Geschichte in Quellen und Darstellung, vol. 1, Stuttgart 1995, p. 202-204.
- Die Jahrbücher von Quedlinburg, trad. par Eduard Winkelmann (Geschichtsschreiber der deutschen Vorzeit 36), Leipzig, 1891.
- Herman de Reichenau et Werner Trillmich (dir.) (trad. Rudolf Buchner), Chronicon, Darmstadt, Monumenta Germaniæ Historica, coll. « Quellen des 9. und 10. Jahrhunderts zur Geschichte der Hamburgischen Kirche und des Reiches, series (in Folio) 13, Mélanges Baron vom Stein », 1961 (lire en ligne). Texte en latin dans les Monumenta Germaniæ Historica, Scriptores: Supplementa tomorum I-XII, pars I, Éd. par Georg Waitz et al. Hanovre 1881, p. 61.
- Dithmar et Robert Holtzmann (dir.) (trad. Werner Trillmich), Thietmari Merseburgensis episcopi Chronicon, Darmstadt, Monumenta Germaniæ Historica, coll. « Scriptores rerum Germanicarum, Nova series 9, Mélanges Baron vom Stein », 1935 (réimpr. 1957) (lire en ligne).
- Thangmar, Vita Bernwardi episcopi Hildesheimensis, Monumenta Germaniæ Historica, Scriptores (in Folio) 4: Annales, chronica et historiæ ævi Carolini et Saxonici. éd. par Georg Heinrich Pertz et al., Hanovre, 1841, p. 754-782.

### Présentations générales
- Pierre Riché, Gerbert d'Aurillac. Le pape de l'an mil, Paris, Fayard, 1987 (ISBN 2-213-01958-4).
- Pierre Riché, Les Grandeurs de l'an mille, Bartillat, édition 2008  (ISBN 978-2-84100-443-0).
- Francis Rapp, Le Saint Empire romain germanique, d'Otton le Grand à Charles Quint, Paris, Tallandier, coll. « Approches », 2000 (ISBN 2-235-02270-7).
- Robert Folz, La Naissance du Saint-Empire, éd. Albin Michel, 1967.
- (de) Gerd Althoff, Die Ottonen. Königsherrschaft ohne Staat, Stuttgart, Kohlhammer Taschenbücher, 2005, 2e éd. (ISBN 3-17-018597-7).
- Louis Halphen, « La cour d'Otton III à Rome (998-1001) », dans Mélanges d'archéologie et d'histoire, t. 25, Paris, p. 349-363.
- (de) Helmut Beumann, Die Ottonen, Stuttgart, 2000, 5e éd. (ISBN 3-17-016473-2).
- (de) Hagen Keller, Ottonische Königsherrschaft, Organisation und Legitimation königlicher Macht, Darmstadt, 2002 (ISBN 3-534-15998-5).
- (de) Bernd Schneidmüller et Stefan Weinfurter (éd.), Otto III. – Heinrich II. Eine Wende?, Sigmaringen, 1997 (ISBN 3-7995-4251-5).

### Biographies
- (de) Gerd Althoff, Otto III, Gestalten des Mittelalters und der Renaissance, Darmstadt, 1997  (ISBN 3-89678-021-2).
- (de) Ekkehard Eickhoff, Theophanu und der König. Otto III. und seine Welt, Stuttgart, 1999  (ISBN 3-608-91798-5).
- (de) Ekkehard Eickhoff, Kaiser Otto III. Die erste Jahrtausendwende und die Entfaltung Europas, 2e éd., Stuttgart, 2000  (ISBN 3-608-94188-6).
- (de) Knut Görich, Otto III. Romanus Saxonicus et Italicus: kaiserliche Rompolitik und sächsische Historiographie, Sigmaringen, 1995  (ISBN 3-7995-0467-2).
- (fr) Edmond René Labande, « Mirabilia mundi : essai sur la personnalité d'Otton III », en 2 parties, dans Cahiers de civilisation médiévale, 6e année (no 23), juillet-septembre 1963, p. 297-313. Site Persée et (no 24) et octobre-décembre 1963, p. 455-476. Site Persée.
- (fr) Ollivier Alain, Otton III, empereur de l’An Mil, Lausanne, 1969, 454 pages.
- (fr) Jean-Marie Sansterre, Otton III et les saints ascètes de son temps, conférence à Bologne, 1988, 36 pages.
- (de) Percy Ernst Schramm, Kaiser, Rom und Renovatio, Darmstadt, 1962 (réimpr. de l'éd. de 1929).
- (de) Mathilde Uhlirz, Jahrbücher des Deutschen Reiches unter Otto II. und Otto III, Zweiter Band: Otto III. 983'1002, Verlag Duncker & Humblot, Berlin, 1954.
- (de) Gunther Wolf, Kaiserin Theophanu : Schriften, Hanovre, 2012, 320 pages (qui compile toutes les études que l'auteur a faites sur le sujet depuis 1988)  (ISBN 978-3-7752-6164-7).

### Articles d'encyclopédie
- (de) Knut Görich, « Otto III », Neue Deutsche Biographie, vol. 19, 1999, p. 662-665.
- (de) Tilman Struve, « Otto III », Lexikon des Mittelalters, vol. 6, 1993, p. 1568-1570.